# Korab
Korab (în albaneză Mali i Korabit, în macedoneană Кораб, transliterat: Korab) este un lanț montan situat în estul Albaniei și vestul Macedoniei de Nord, pe linia de frontieră dintre cele două țări. Având o înălțime de 2.764 m, vârful Korab (în albaneză Mali i Korabit, în macedoneană Голем Кораб, transliterat: Golem Korab, „Marele Korab”) constituie punctul de maximă altitudine din Albania și Macedonia de Nord. 
Korab este al patrulea cel mai înalt munte situat în întregime în Peninsula Balcanică, iar vârful său principal este al 18-lea cel mai proeminent vârf de munte din Europa și al treilea din Peninsula Balcanică.
De asemenea, masivul Korab, situat în apropierea munților Šar, este figurat pe stema Macedoniei de Nord. 

## Toponimie
Termenul „Korab” este de origine slavă, considerându-se că muntele a fost astfel denumit în onoarea unui zeu al mării de către diferite triburi slave, înainte ca acestea să treacă la creștinism.
Deoarece creasta muntelui constituie granița de est a Albaniei, în Albania se folosește și denumirea Vargu Lindor („Creasta de Est”), dar aceasta desemnează de obicei întregul lanț muntos de pe malul estic al cursului inferior al râului Drinul Negru, de aproximativ 70 de kilometri lungime, până la muntele Koritnik, lângă Kukës. În literatura de specialitate, munții Korab, Bistra, Koritnik și Šar sunt uneori combinați într-un singur lanț muntos denumit Šar-Bistra-Korab-Koritnik.

## Geografie
Masivul Korab se întinde pe o lungime de 40 kilometri, pe direcția nord-sud, între cursul inferior al râului Drinul Negru (în albaneză Drini i Zi, în macedoneană Црн Дрим, transliterat: Crn Drim) și afluentul său Radika (în albaneză Radikë, în macedoneană Радика, transliterat: Radika). Muntele Korab se ridică în partea de nord a masivului omonim, pe porțiunea dintre vârful Șerupa (în macedoneană Шерупа, transliterat: Šerupa, 2.092 m) în nord și pasul montan Deșat (în macedoneană Дешат, transliterat: Dešat, 1.959 m) în sud, cu o lungime de 26 de kilometri. Este situat în apropierea frontierei triple dintre Albania, Macedonia de Nord și Kosovo, la sud-vest de munții Šar. Pe partea albaneză a muntelui Korab se găsesc numeroase izvoare, pârâuri și pajiști montane. Pe partea nord-macedoneană a masivului Korab se găsesc izvoarele mai multor afluenți ai râului Radika, dintre care cei mai semnificativi sunt Štirovica, Ribnica, Dlaboka, dar și majoritatea izvoarelor râului Jirovnika.
Pe masivul Korab se găsesc opt lacuri glaciare permanente, dintre care cel mai mare este lacul Korab, aflat la o altitudine de 2.470 de metri și care este cel mai înalt corp de apă din Macedonia de Nord. Râurile formează numeroase cascade, dintre care cea mai spectaculoasă este cascada Korab (în macedoneană Корапски Водопад, transliterat: Korapski Vodopad, în albaneză Ujëvara e Korabit) de pe cursul superior al râului Dlaboka (în macedoneană Длабока река, transliterat: Dlaboka reka, în albaneză Përroi i Thellë). Cascada atinge o înălțime de peste 130 de metri, ceea ce o face cea mai înaltă din Macedonia de Nord. 
Pe partea albaneză, cel mai mare lac glaciar este lacul Gramë (în albaneză Liqeni i Gramës, în macedoneană Грамско Езеро, transliterat: Gramsko Ezero), care se găsește la o altitudine de 1.750 m și are o suprafață de 5 ha (0,050 km2). Alimentat de ape provenite din precipitații și din topirea gheții de pe munte, Gramë este cel mai întins și cel mai adânc lac al lanțului montan.
În anul 2021, pădurea de fag de pe valea râului Dlaboka din Macedonia de Nord a fost înscrisă în lista patrimoniului mondial UNESCO.
Cele două trecători principale care străbat creasta masivului Korab sunt Poarta Mică Korab (în albaneză Porta e Korabit të Vogël, în macedoneană Мала Корабска Врата, transliterat: Mala Korabska Vrata, 2.465 m) și Poarta Mare Korab (în albaneză Porta e Korabit të Madh, în macedoneană Голема Корапска Врата, transliterat: Golema Korapska Vrata, 2.062 m). Cele mai apropiate localități sunt satele Mavrovi Anovi (în macedoneană Маврови Анови, transliterat: Mavrovi Anovi) pe partea nord-macedoneană și Radomirë pe partea albaneză.

### Geologie
Masivul Korab este format din roci sedimentare, inclusiv șisturi, gresie, dolomit și calcar. Vârful său principal este constituit dintr-un bloc de rocă foarte colțuros, format în principal din șisturi și calcar din paleozoic cu structuri bloc, precum și din roci de gips adânc erodate în permian și triasic. Pe partea de vest sunt pereți abrupți de stâncă, iar partea de nord este formată din stânci neregulate. Un vârf secundar, „geamăn” al vârfului principal și denumit Korab II (2.751 m), se află la aproximativ 150 de metri spre nord-vest, pe teritoriul albanez. Pe aceeași creastă se află alte două vârfuri care se înalță peste 2.700 m, Shulani i Radomires și Korab III. Versantul sud-estic, format din câțiva pereți de stâncă întrerupți de pajiști, este ușor accesibil, fiind folosit ocazional de păstori și turmele lor de oi.
Pe partea albaneză, în afară de vârful principal, există numeroase vârfuri secundare aproape la fel de înalte, unele dintre ele nenumite. Vârful situat la aproximativ 2 kilometri spre sud-vest, numit Poarta Korab (în albaneză Maja e Portës së Korabit, în macedoneană Мала Корапска Врата, transliterat: Mala Korapska Vrata), atinge 2.727 metri, iar la câteva sute de metri spre sud există alte două vârfuri de peste 2.000 de metri, Maja e Moravës (2.718 m) și Mali i Gramës (2.345 m).
Pe partea nord-macedoneană, deasupra văii râului Dlaboka și a cascadei Korab se găsește vârful secundar Micul Korab (în macedoneană Мал Кораб, transliterat: Mal Korab, 2.683 m), conectat spre nord prin intermediul unui col cu vârful mai înalt Mala Korapska Vrata (în albaneză Maja e Portës së Korabit, în macedoneană Мала Корапска Врата, transliterat: Mala Korapska Vrata, 2.727 m).
Vârfurile masivului Korab sunt despărțite de blocuri tectonice radiale care se termină în valea Radika din Macedonia de Nord. Unele dintre aceste blocuri au pante abrupte care ajung până la 500 metri înălțime. În partea cea mai înaltă, la peste 2.000 de metri altitudine, climatul este alpin.

## Parcul Natural Korab-Koritnik
Înființat la 21 decembrie 2011, Parcul Natural Korab-Koritnik (în albaneză Parku Natyror i Korab-Koritnikut) este un parc natural situat în estul Albaniei, formând o secțiune a inițiativei Centura Verde Europeană, care servește drept refugiu pentru speciile de animale și plante pe cale de dispariție.
Parcul natural acoperă 55.550 ha (555,5 km2) de teren montan, cuprinzând văi, râuri, lacuri glaciare, peșteri, defilee și păduri dense de conifere și foioase. Uniunea Internațională pentru Conservarea Naturii (IUCN) a înscris parcul în categoria IV. 
Atât muntele Koritnik, cât și muntele Korab au fost recunoscuți ca „Zonă importantă pentru plante” (Important Plant Areas) de către organizația non-guvernamentală britanică Plantlife[en] patronată de regele Charles al III-lea.

### Climă
Parcul natural se confruntă cu un climat continental umed moderat, cu ierni umede și reci și veri calde și uscate. În zonele înalte, de peste 2.000 de metri altitudine, climatul este alpin. Datorită unei mari variații a microclimatului în funcție de altitudine, pe teritoriul parcului natural poate fi întâlnită o bogată diversitate de floră și faună.

### Floră
Flora se încadrează în ecoregiunile terestre Pădurile mixte din Munții Dinarici și Pădurile mixte Balcanice din biomul Pădurile temperate de foioase și mixte din regiunea Palearctică. Pădurile sunt compuse din diverse specii de foioase și conifere și o mare varietate de flori sălbatice. Nivelurile vegetației se stratifică în funcție de altitudine, păduri de stejar între 400 și 900 de metri, păduri de conifere, fag și foioase între 1.000 și 2.000 de metri. Pantele montane sunt în mare parte acoperite cu păduri de foioase. Cele mai comune tipuri de arbori din parc sunt bradul argintiu (Abies alba), pinul negru (Pinus nigra), pinul bosniac (Pinus heldreichii), pinul macedonean (Pinus peuce) și arinul negru (Alnus glutinosa). La altitudini mai joase pot fi găsite păduri de stejar (Quercus robur) care includ și exemplare de carpen oriental (Carpinus orientalis), stejar pufos (Quercus pubescens), stejar macedonean (Quercus trojana) și jugastru (Acer campestre).
Localnicii colectează, de asemenea, plante medicinale care sunt foarte căutate atât de partea populația locală cât și de industria farmaceutică, precum ienupărul (Juniperus communis), păducelul (Crataegus monogyna) și sunătoarea (Hypericum perforatum).

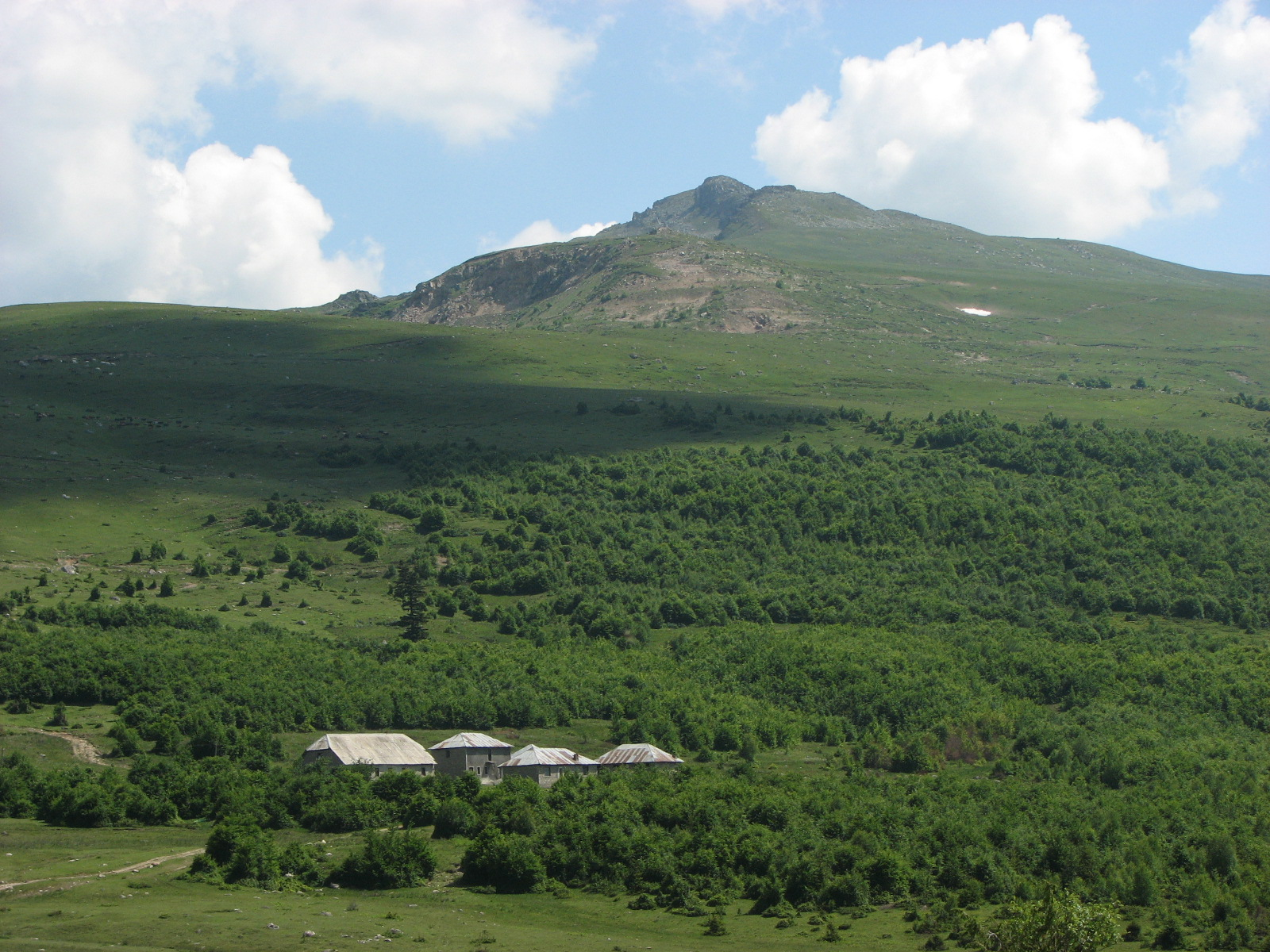
Kallabak Shishtavec, Parcul Natural Korab-Koritnik
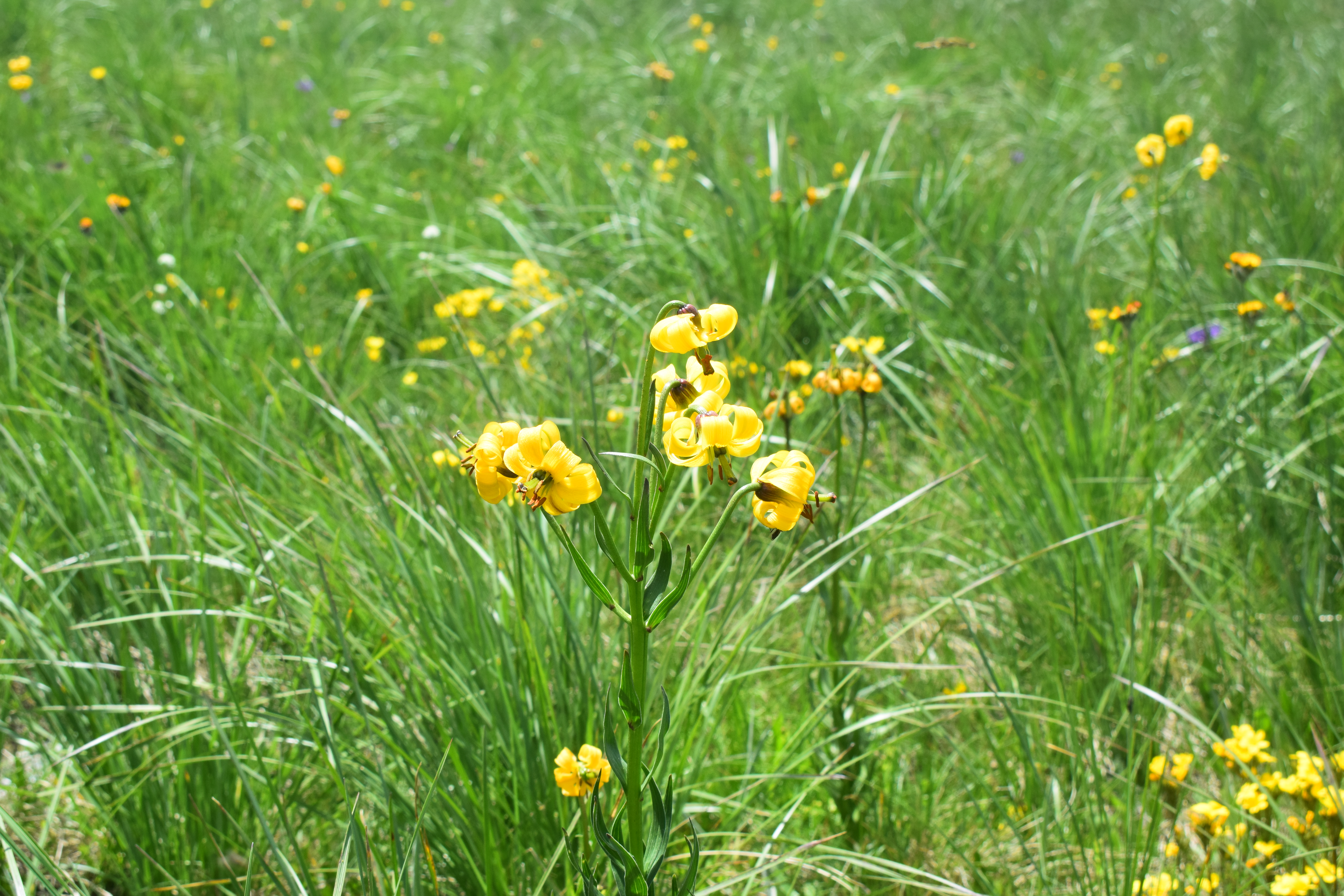
Crin albanez (Lilium Albanicum), Parcul Natural Korab-Koritnik
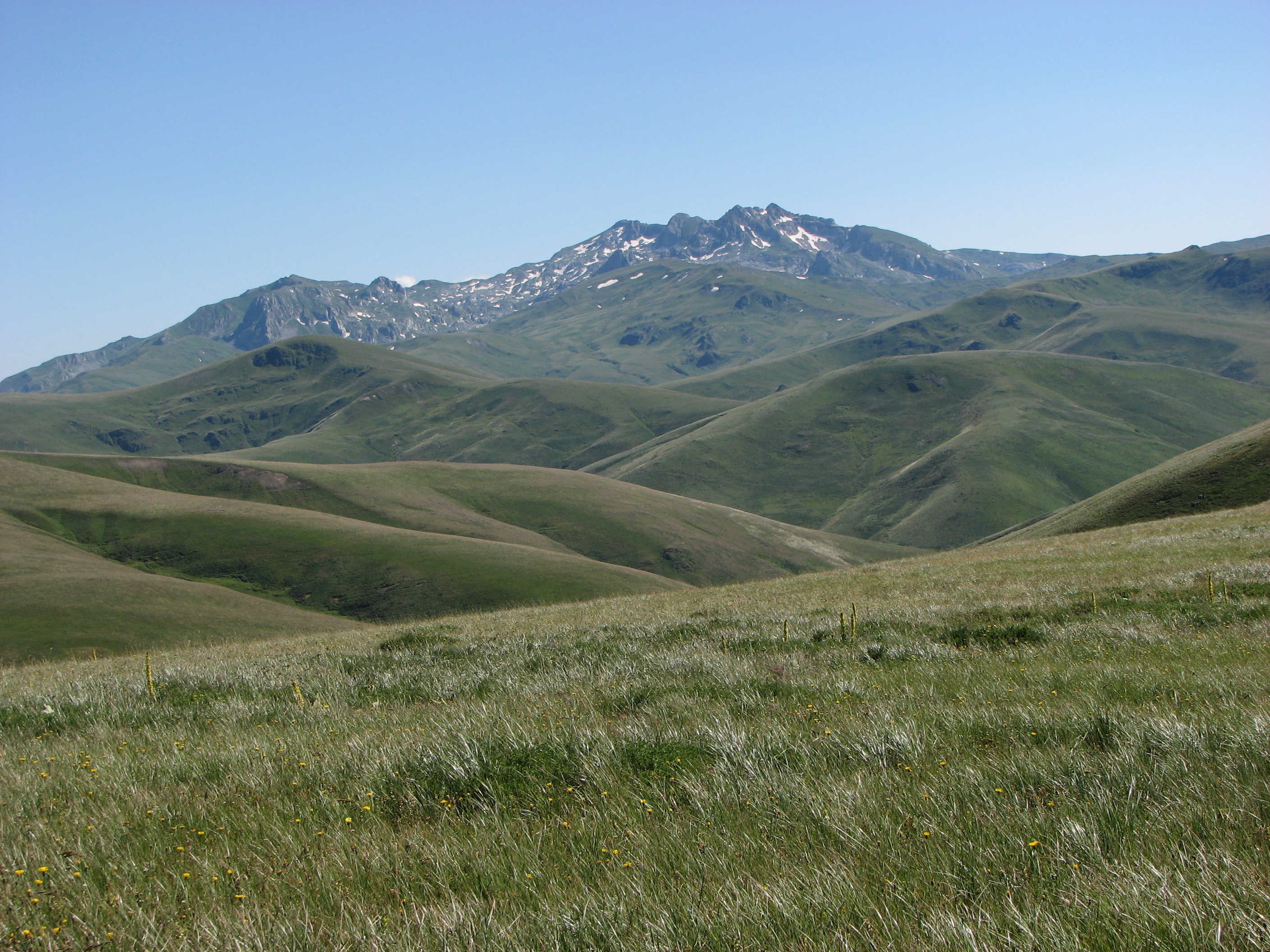
Bjeshka e Kallabak, Parcul Natural Korab-Koritnik
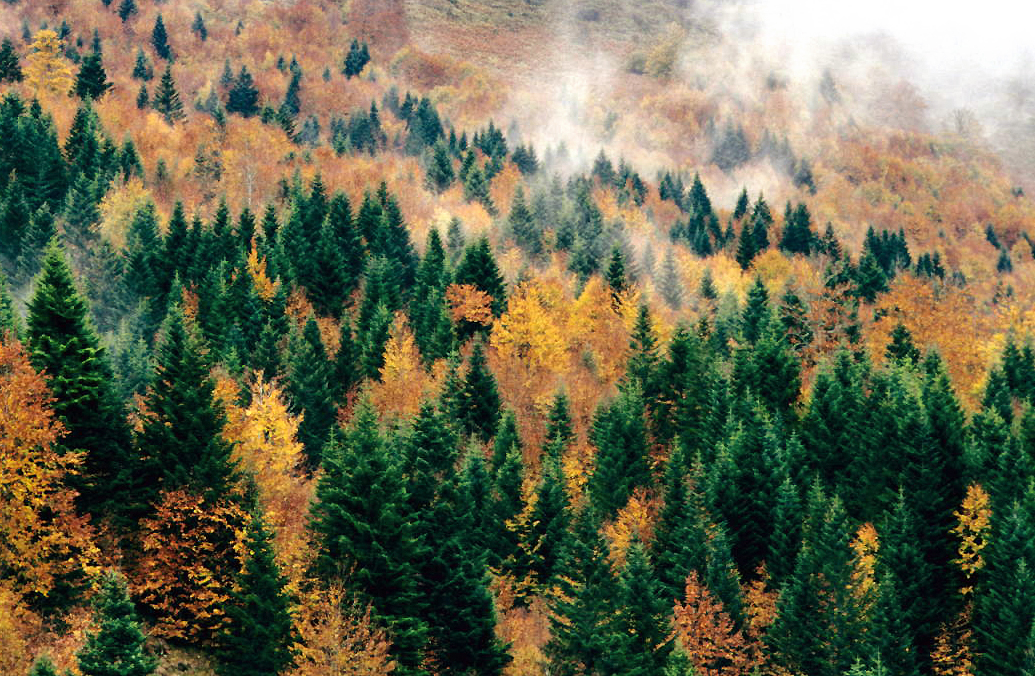
Pădure mixtă de fag (Fagus sylvatica) și brad argintiu (Abies alba)
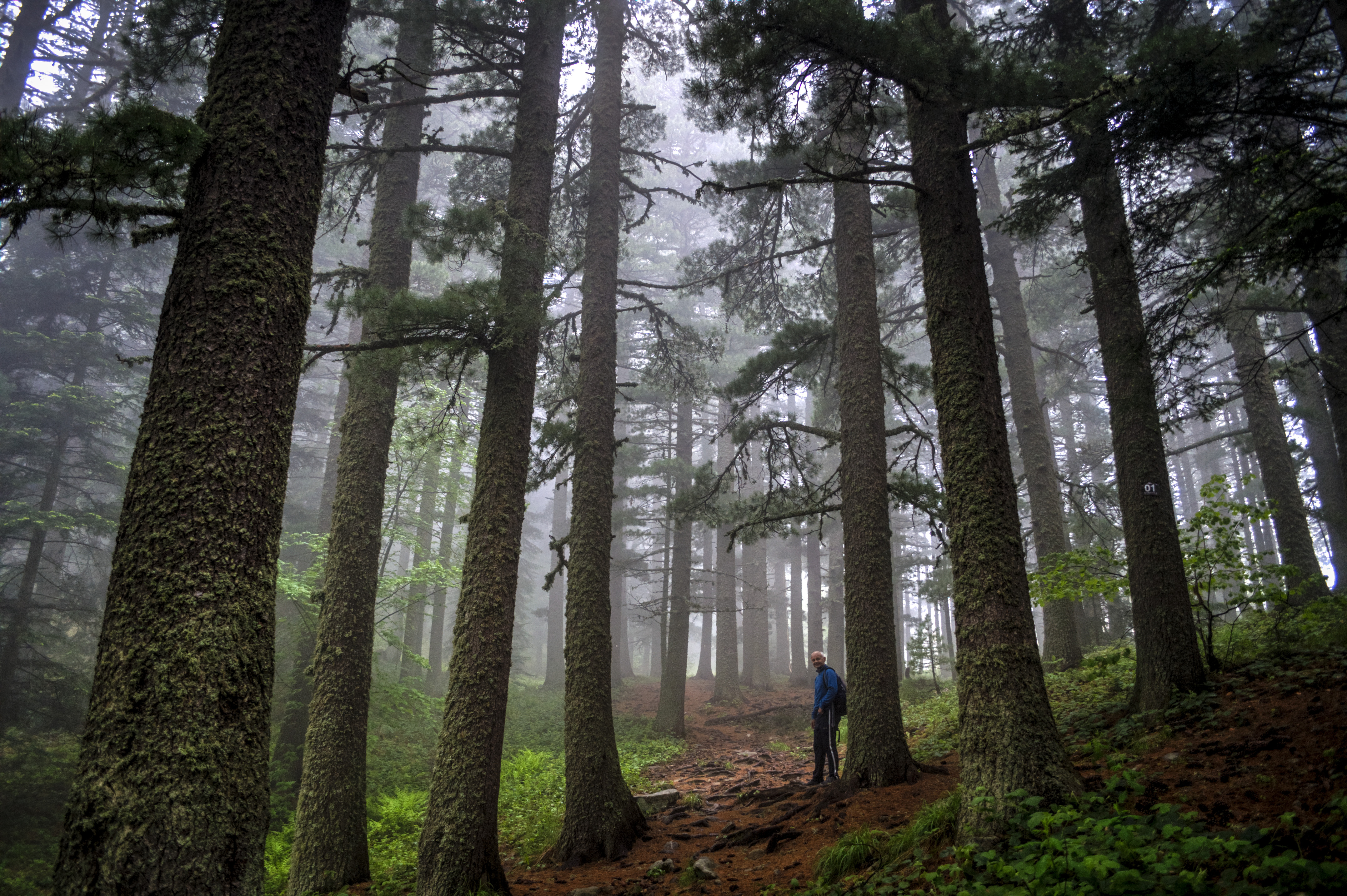
Pădure de pin macedonean
(Pinus peuce)

### Faună
Fauna este reprezentată de 37 de specii de mamifere. În zonă pot fi găsite mamifere mari, precum ursul brun (Ursus arctos), lupul cenușiu (Canis lupus), râsul balcanic (Lynx lynx balcanicus), căpriorul (Capreolus capreolus), mistrețul (Sus scrofa), nevăstuica (Mustela nivalis), jderul de copac (Martes martes) și veverița roșie (Sciurus vulgaris). Parcul natural conține, de asemenea, o varietate de habitate potrivite, care susțin populații dense de păsări, precum acvila de munte (Aquila chrysaetos), cocoșul de munte (Tetrao urogallus), șoimul călător (Falco peregrinus), șorecarul (Buteo buteo), uliul (Accipiter), bufnița (Bubo bubo), vulturul sur (Gyps fulvus), ierunca (Tetrastes bonasia) și multe altele.

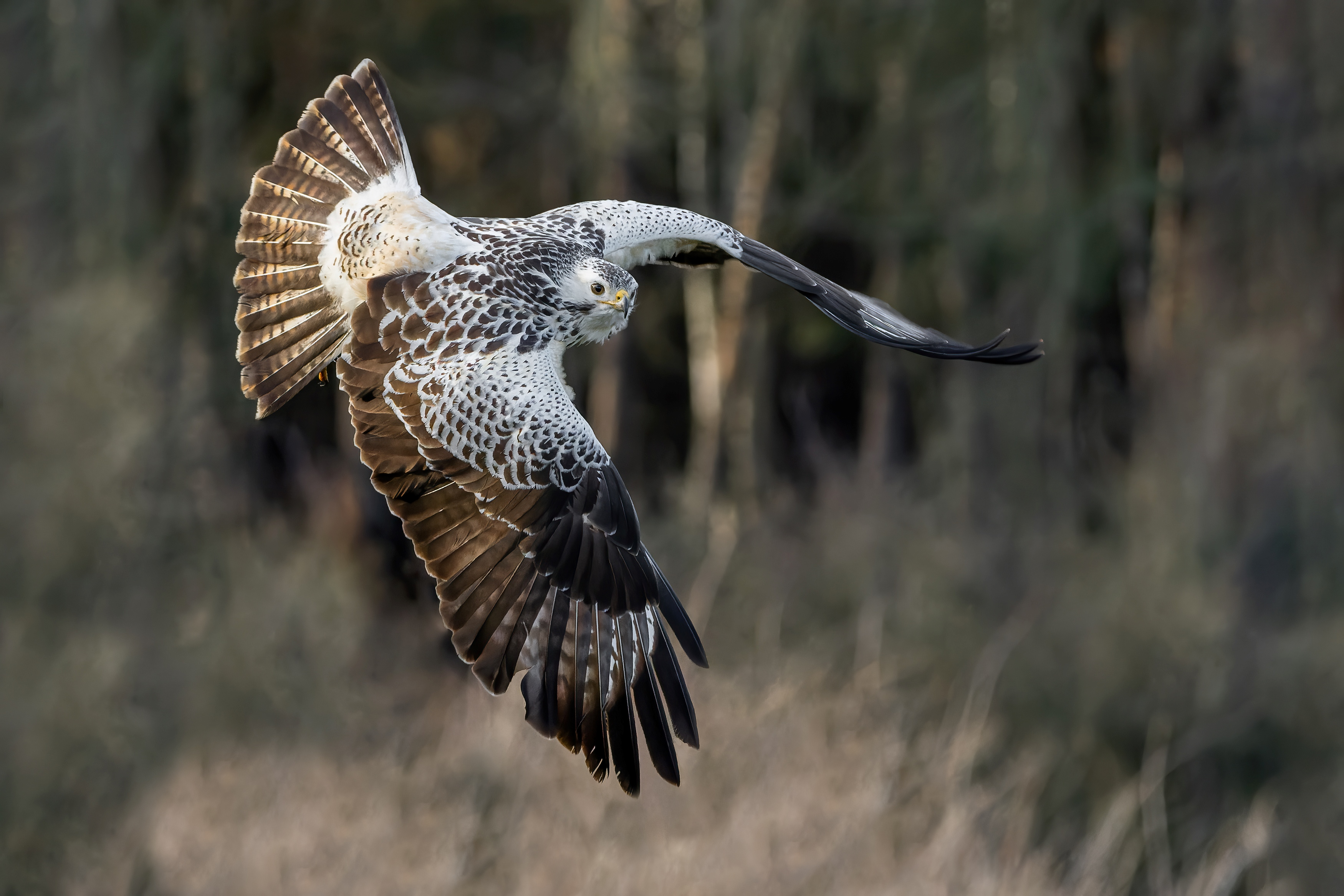
Șorecar (Buteo buteo)
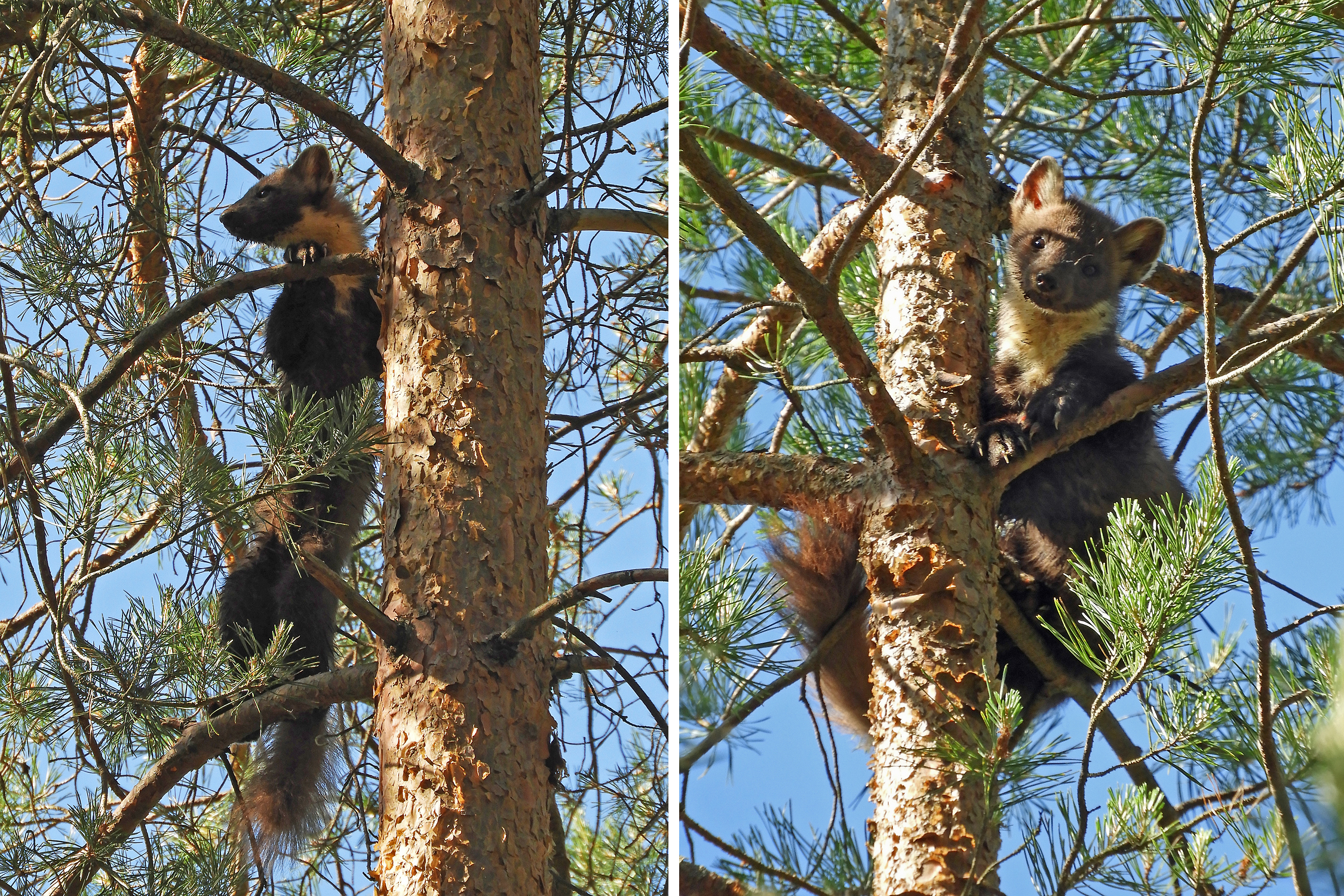
Jder de copac (Martes martes)
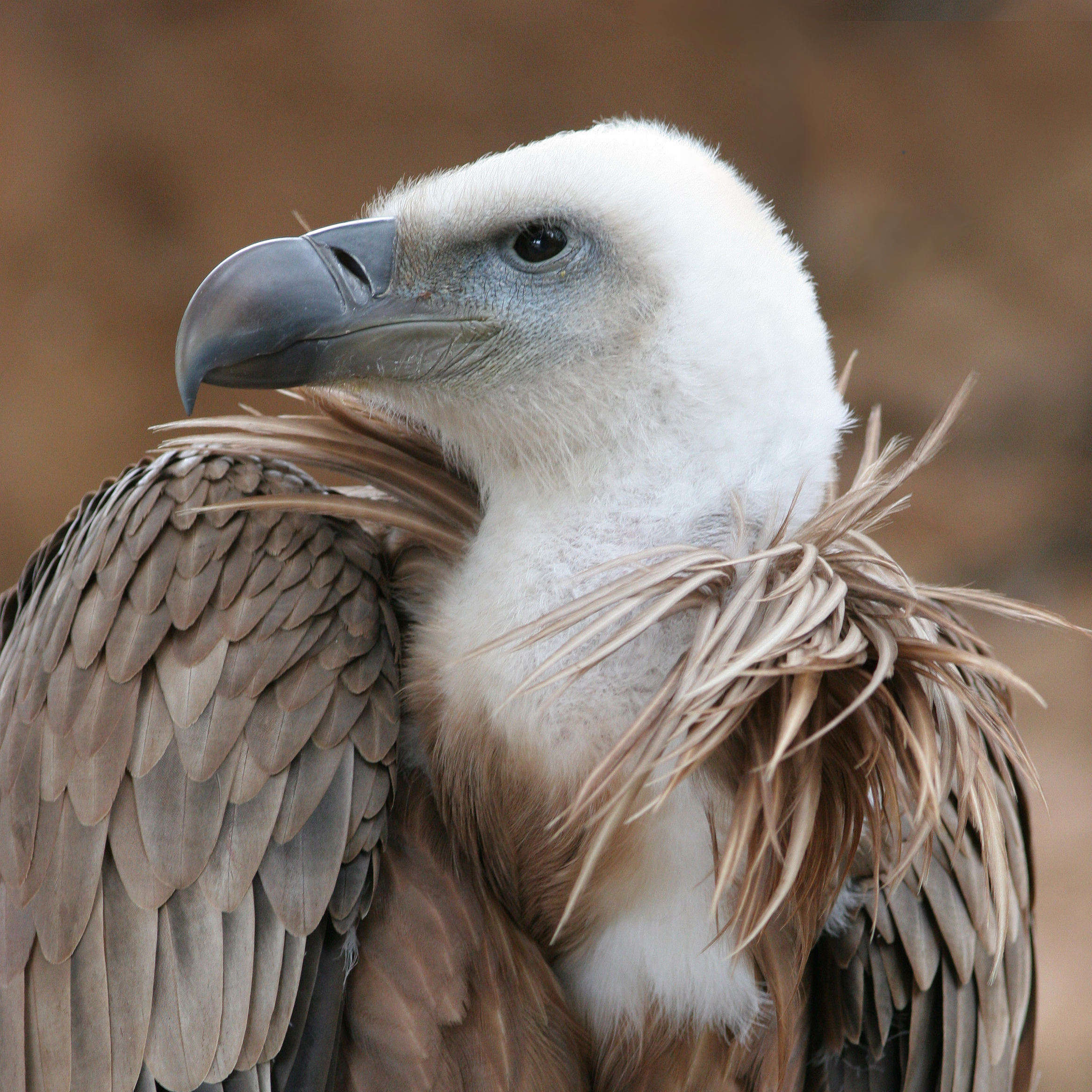
Vultur sur (Gyps fulvus)
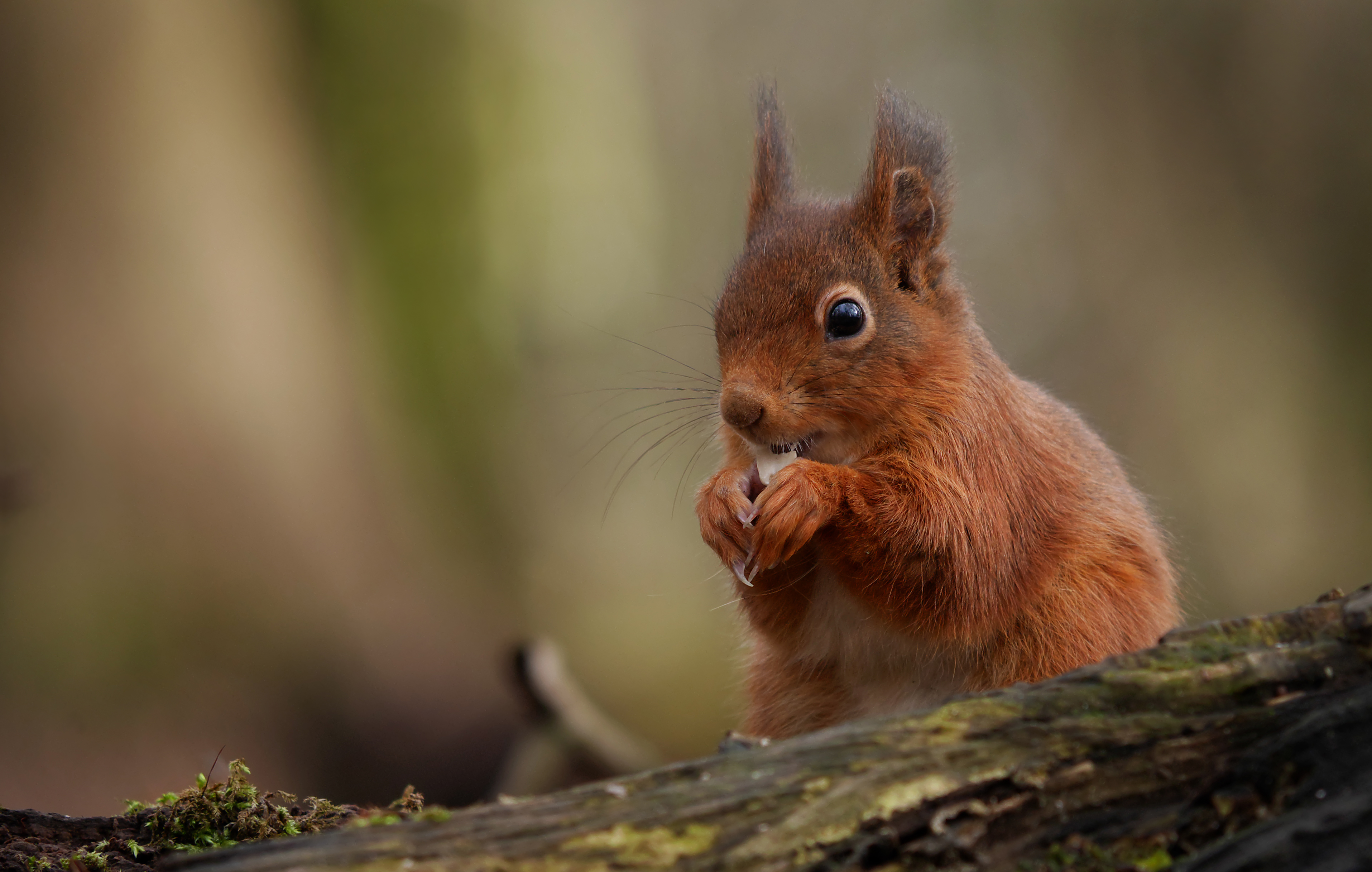
Veveriță roșie (Sciurus vulgaris)
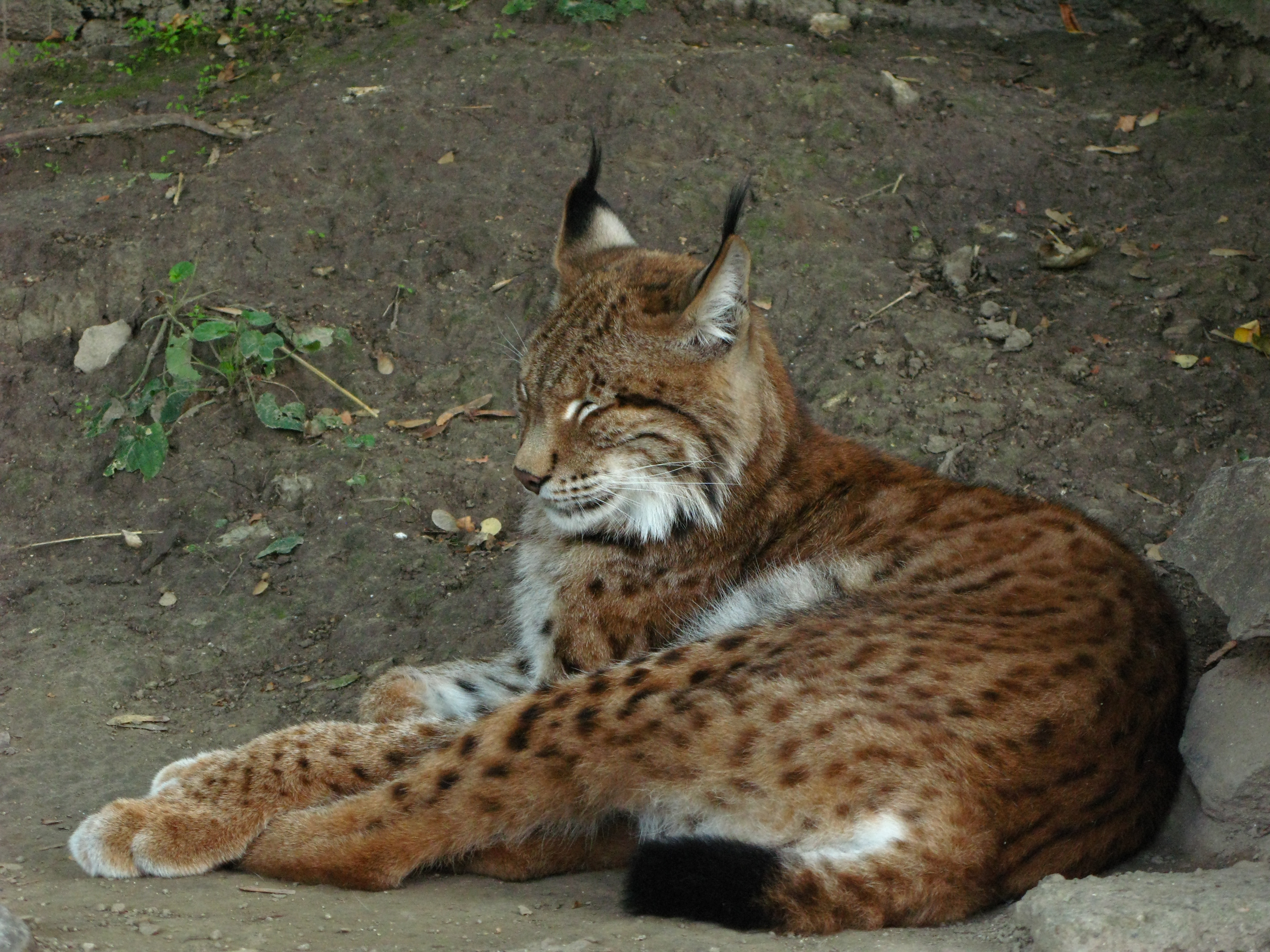
Râs balcanic
(Lynx lynx balcanicus)

## Pădurea de fag Dlaboka Reka
În iulie 2021, în timpul celei de-a 44-a sesiuni extinse a Comitetului Patrimoniului Mondial, UNESCO a adăugat pădurea de fagi Dlaboka Reka din Parcul Național Mavrovo pe lista sa de obiective de patrimoniu mondial. Pădurea, situată pe muntele Korab, a fost recunoscută de UNESCO ca parte a patrimoniului mondial al Pădurilor primare și bătrâne de fag din Carpați și alte regiuni ale Europei (WDPA ID: 903141).
Înființat în 1949, Parcul Național Mavrovo, din care face parte Pădurea de fag Dlaboka Reka, este cel mai mare parc național din Macedonia de Nord, acoperă o suprafață de 734,1 km2 și este înscris ca parc național categoria II IUCN.
Pădurea primitivă de fag Dlaboka Reka a evoluat pe valea râului Dlaboka, pe muntele Korab, în zona de protecție strictă a Parcului Național Mavrovo. Pădurea de fag este caracterizată de procese naturale, aproape fără intervenție umană în ultimii 100 de ani. Avalanșele sunt frecvente din cauza pantelor foarte abrupte și a stratului gros de zăpadă depus în perioada de iarnă. Ca urmare, cea mai mare parte a suprafeței pădurii de fag este frecvent afectată și cantități mari de lemn mort sunt prezente în părțile cele mai joase ale văii. Cei mai mari și mai bătrâni fagi se găsesc în părțile superioare ale văii, care sunt mai puțin abrupte.

### Climă
În zona Parcului Național Mavrovo, din care face parte Pădurea de fag Dlaboka Reka, climatul este continental, cu ierni blânde și moderate și veri calde, unele zone aflându-se sub influența climei mediteraneene. Temperatura medie anuală este de aproximativ 8-9 °C. În zonele înalte, de peste 2.000 de metri altitudine, climatul este alpin.

### Floră
Zona este foarte bogată în ceea ce privește biodiversitatea, fiind înregistrate numeroase specii endemice de plante. Fagul european (Fagus sylvatica) este specia dominantă de arbori, în timp ce bradul macedonean (Abies borisii-regis) este prezent în părțile inferioare ale văii.
În Parcul Național Mavrovo se mai găsesc două specii de Gesneriaceae (Ramonda serbica și Ramonda nathaliae), pin macedonean (Pinus peuce), arțar (Acer jeldrechii), tisa (Taxus baccata), o specie de Tamarix (Myricaria belardii), salcie pitică (Salix reticulata), afin de mlaștină (Vaccinium uliginosum). Specii deosebit de rare sunt o specie de ramnacee (Rhamnus pumila), zălogul (Salix cinerea) și o specie de orhidee (Corallorrhiza trifida).

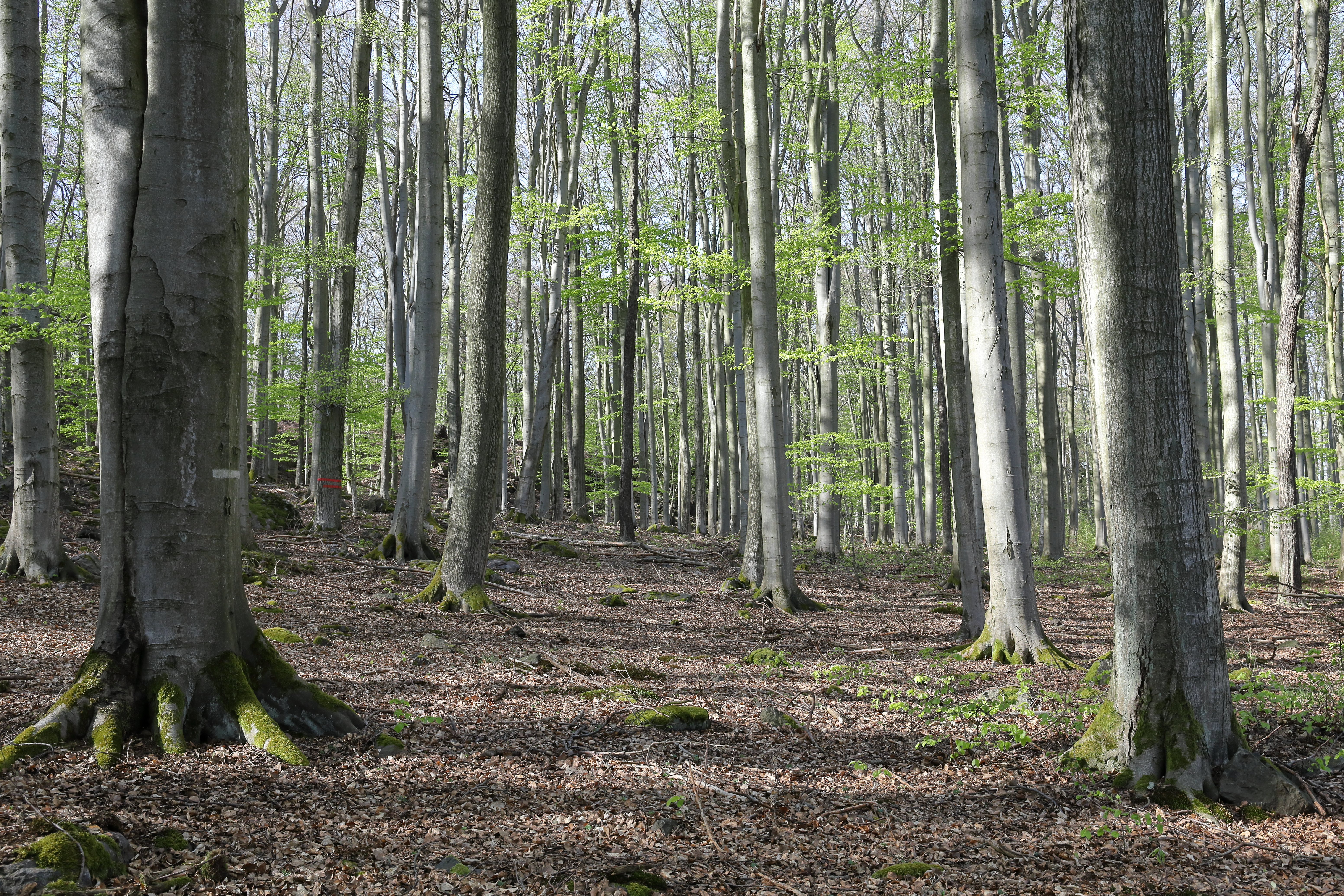
Pădure de fag (Fagus sylvatica)
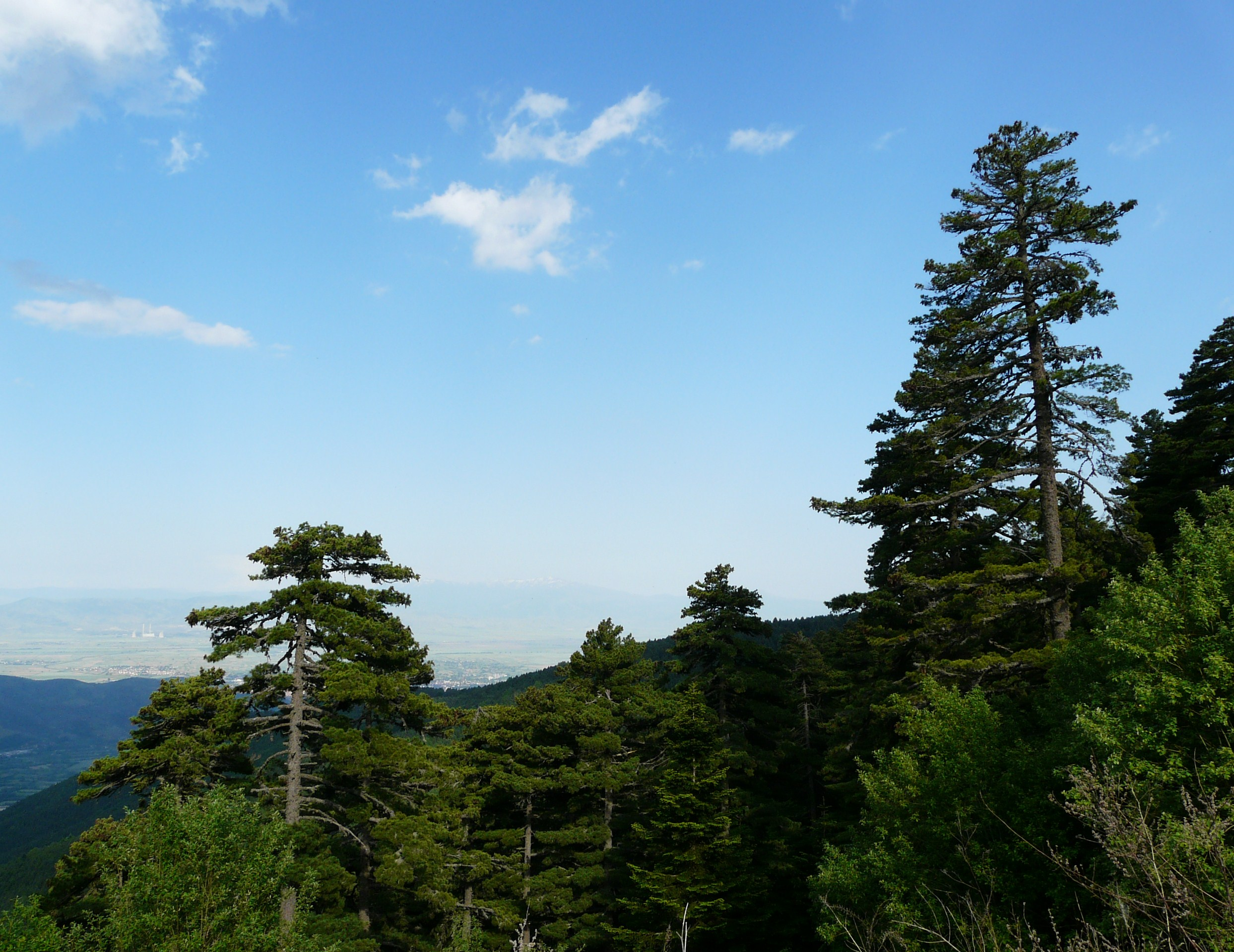
Pin macedonean (Pinus peuce)
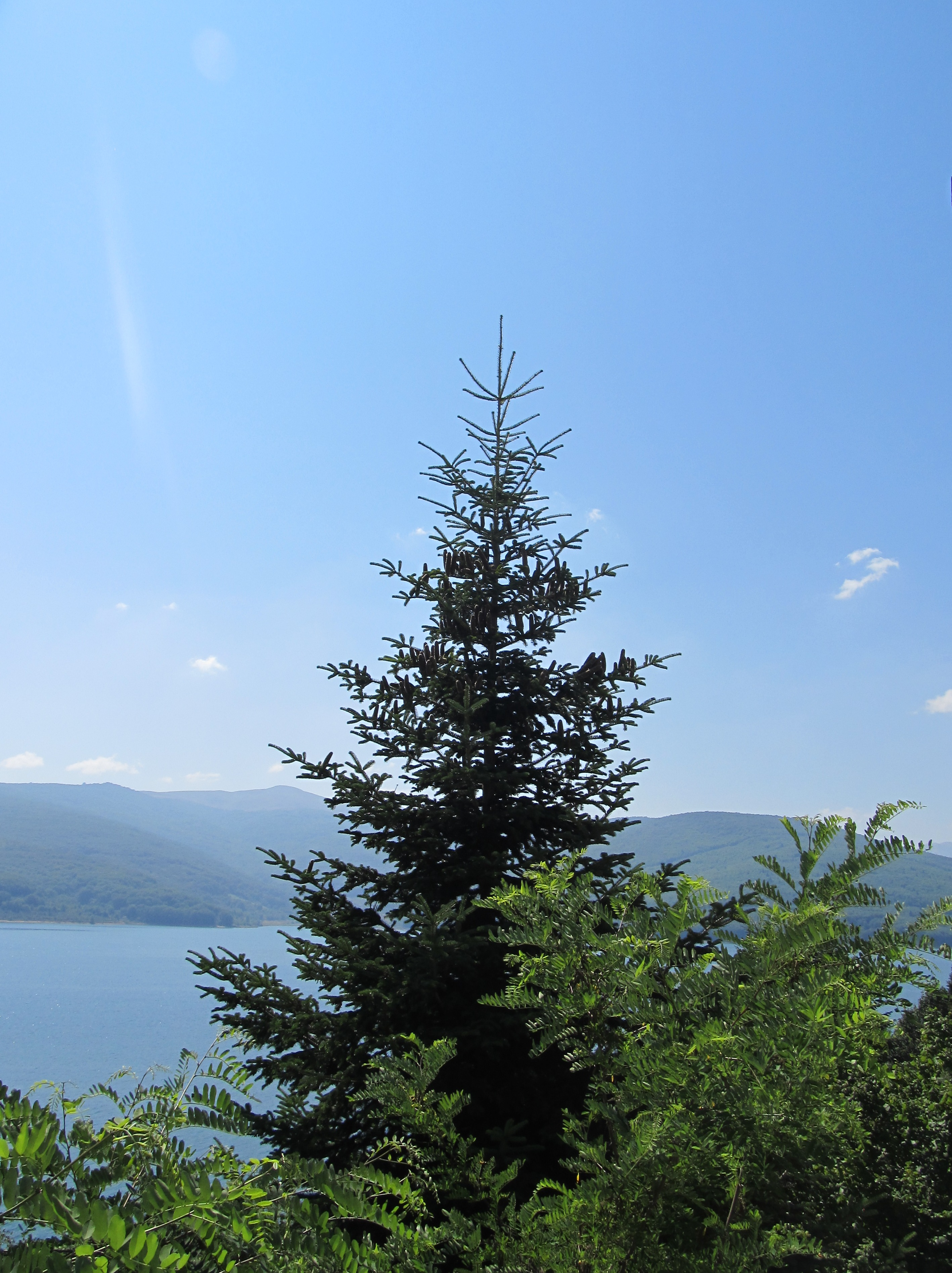
Brad macedonean (Abies borisii-regis)
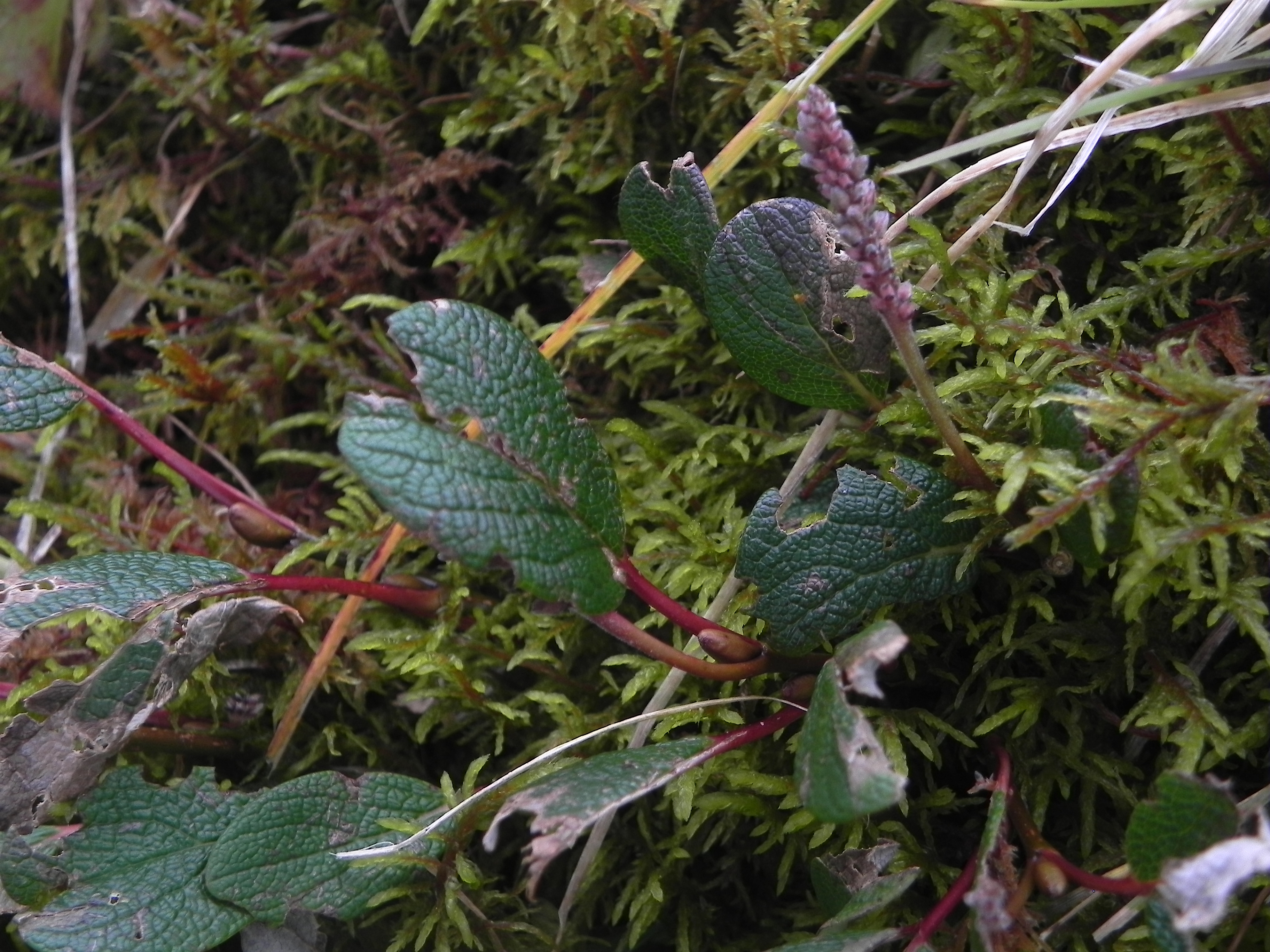
Salcie pitică (Salix reticulata)
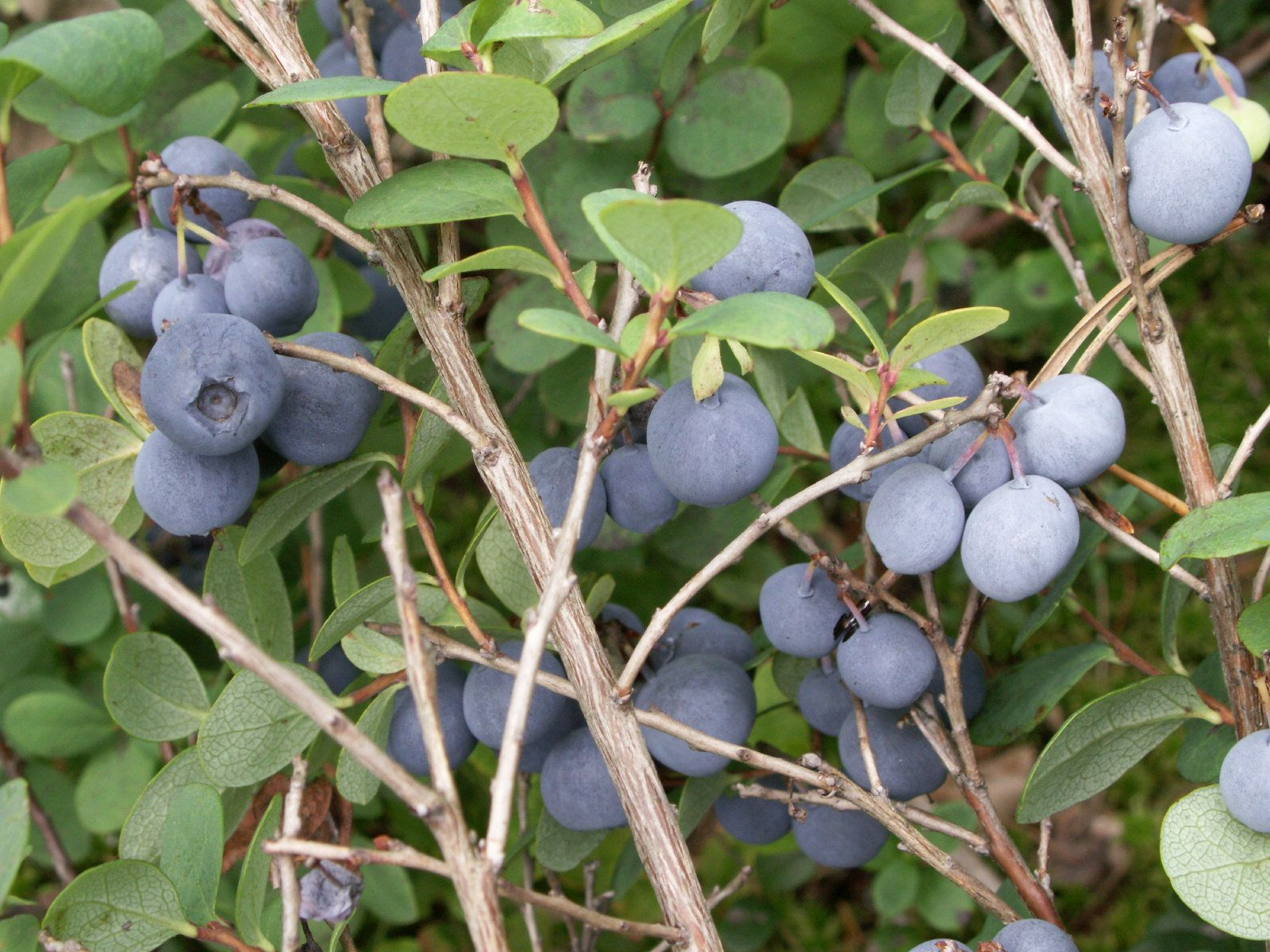
Afin de mlaștină (Vaccinium uliginosum)
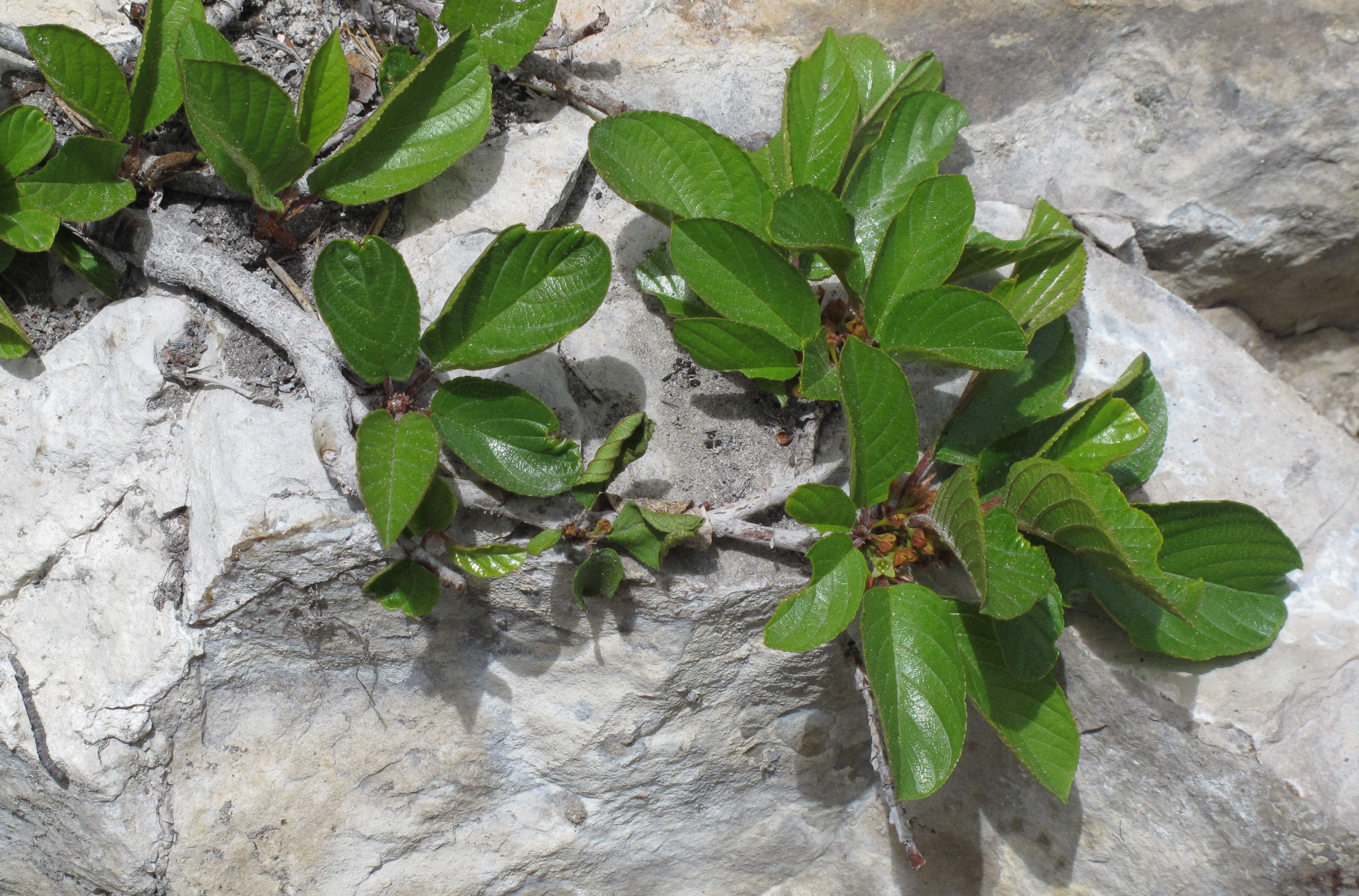
Specie de ramnacee
(Rhamnus pumila)

### Faună
În regiunea Parcului Național Mavrovo, există peste 140 de specii de păsări, 11 specii de amfibieni, 12 specii de reptile și 38 de tipuri de mamifere, 82 de specii fiind protejate. 
Dintre mamifere, în pădurea de fag Dlaboka Reka se regăsesc lupul cenușiu (Canis lupus), pisica sălbatică (Felis silvestris). De asemenea, situl este important pentru conservarea râsului balcanic (Lynx lynx balcanicus), caprei neagre (Rupicapra rupicapra), a acvilei de munte (Aquila chrysaetos) și a multor alte specii printre care se evidențiază specii de coleoptere saproxilice și endemice precum Pterostichus bruckii, Pterostichus lumensis litae, Molops rufipes steindachneri, Molops sturanyi.
Păsările caracteristice sunt șoimul cenușiu (Falco hypoleucos), șoimul călător (Falco peregrinus), șoimul rândunelelor (Falco subbuteo), acvila de câmp (Aquila Heliaca), bufnița (Bubo bubo), cormoranul (Phalacrocorax carbo), vulturul sur (Gyps fulvus Habl), barza (Ciconia ciconia), potârnichea de stâncă (Alectoris graeca Mais), porumbelul (Columbia livia). Dintre vertebrate, capra neagră (Rupicarpa rupicarpa), căpriorul (Capreolus capreolus), ursul brun (Ursus arctos), râsul (Lynx lynx), jderul de copac (Martes martes), vidra de râu (Lutra lutra), țestoasă de uscat (Testudo hermani), veverița roșie (Scirus vulgaris). În apele râului Radika și afluenții săi de munte trăiește păstrăvul Radika (Salmo trutta), iar în ultimii ani a fost introdus și obletele de Ohrid (Alburnus albidus alborella) care pare să se fi adaptat bine.

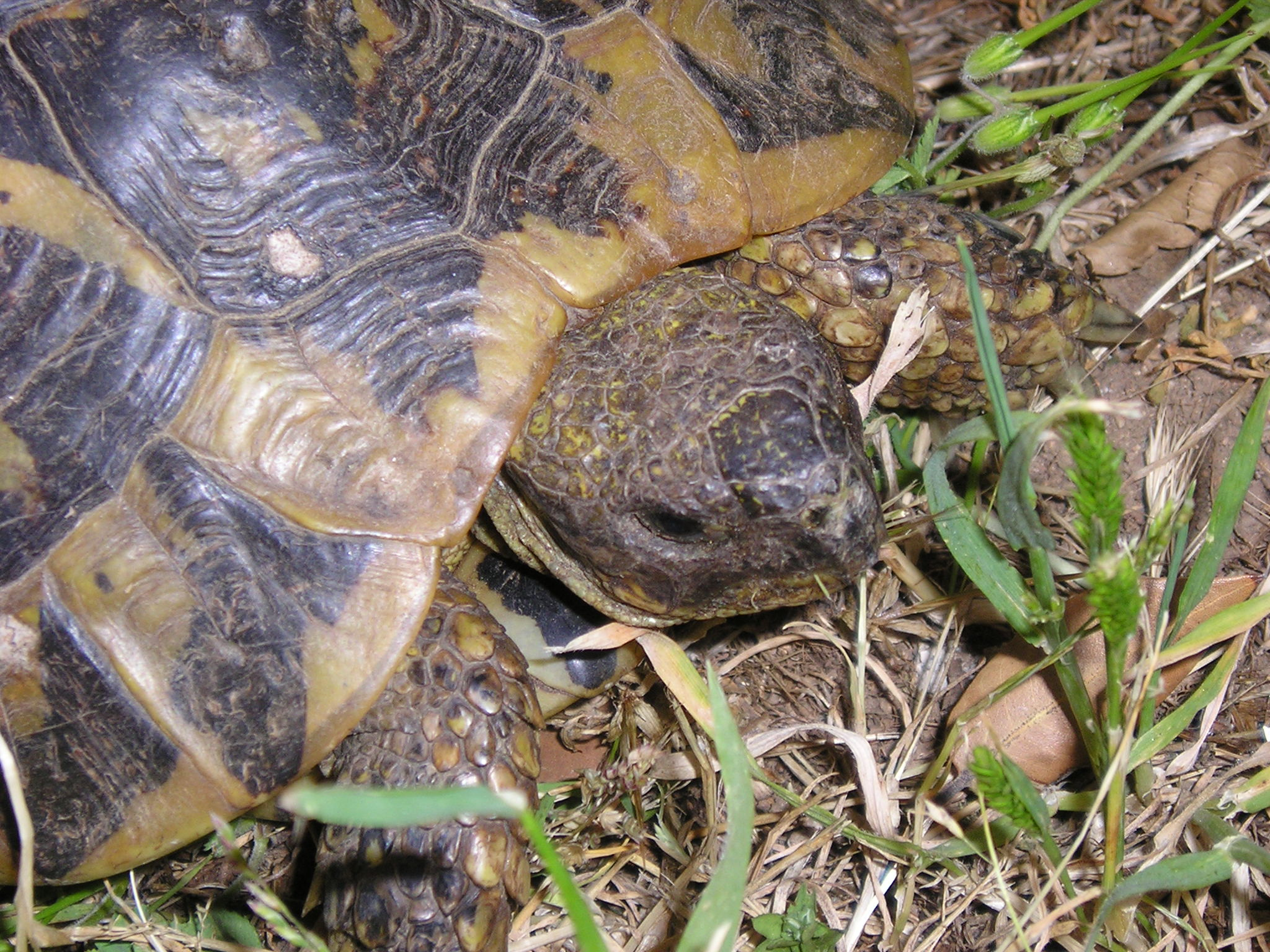
Țestoasă de uscat (Testudo hermani)
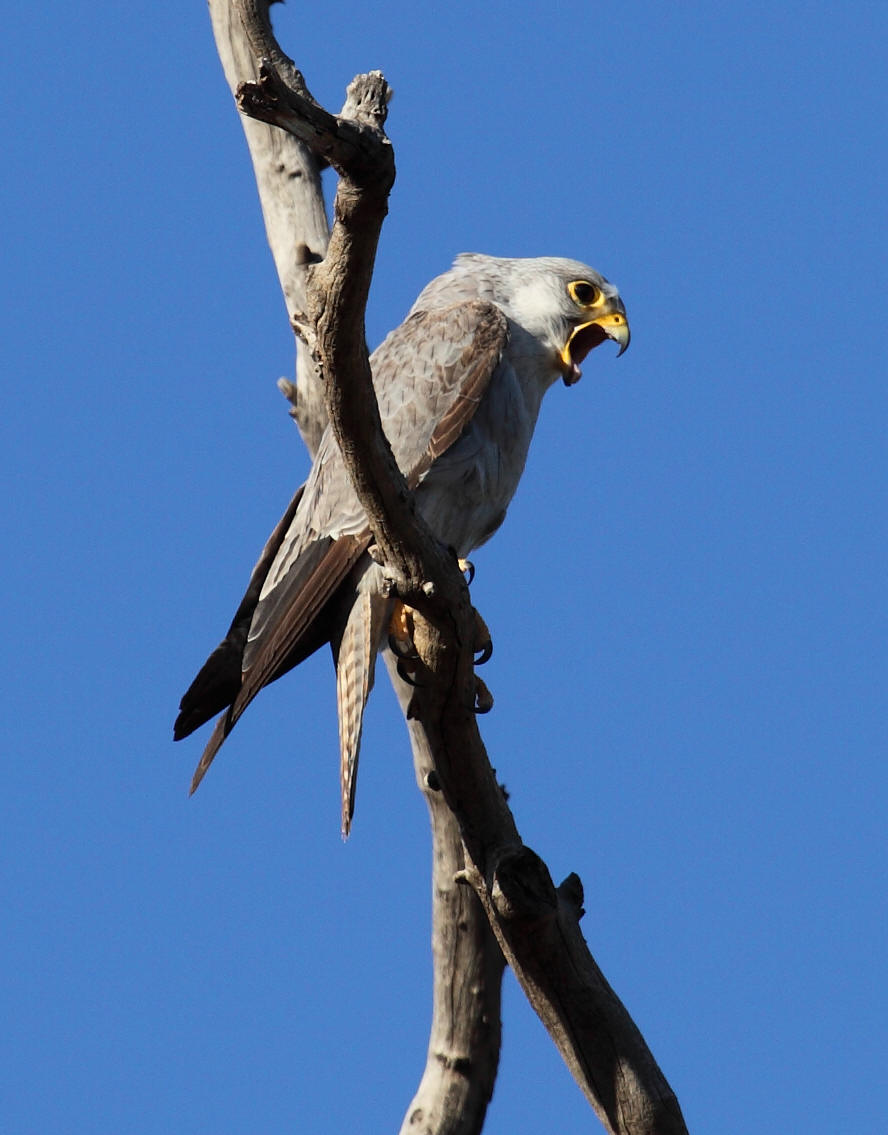
Șoim cenușiu (Falco hypoleucos)
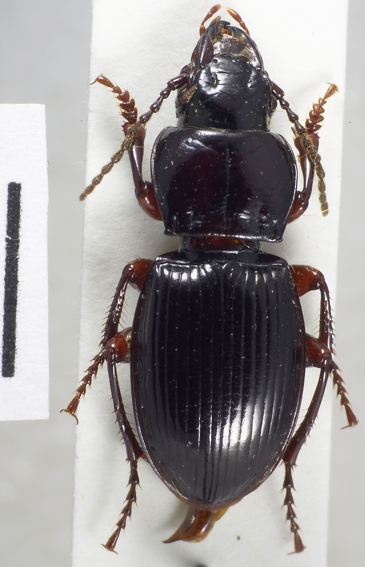
Coleopteră  (Molops rufipes sturanyi)
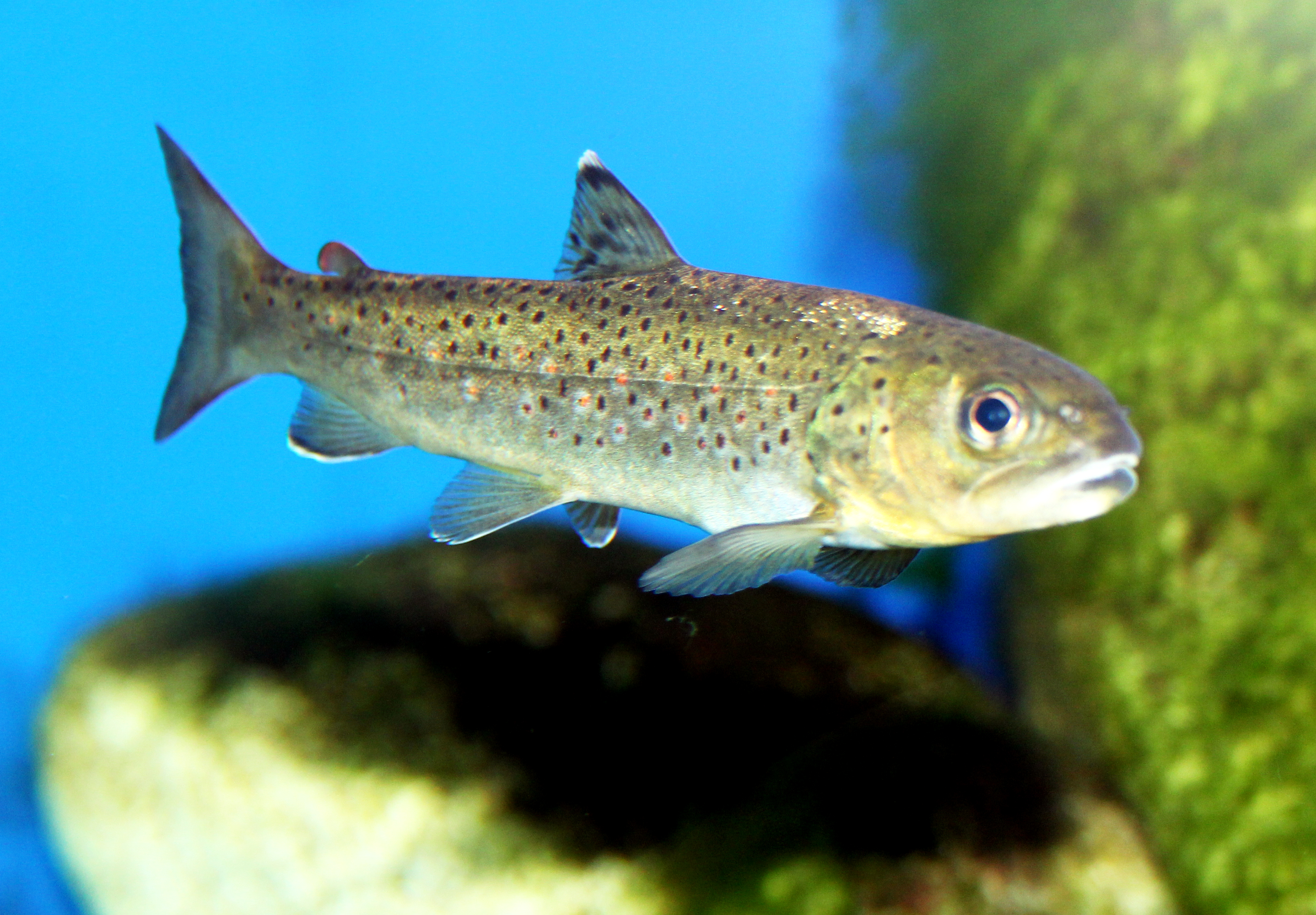
Păstrăv (Salmo trutta)
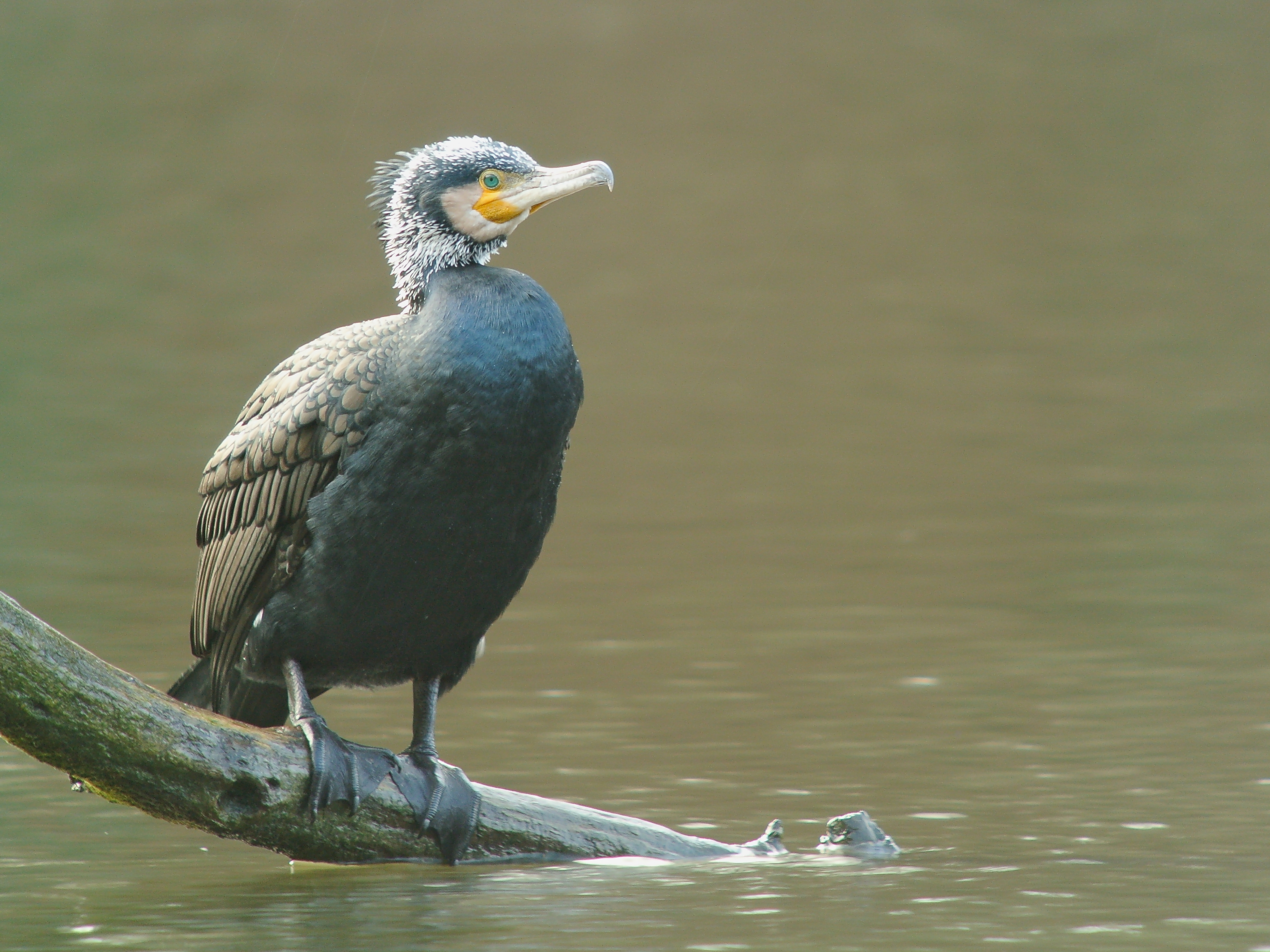
Cormoran (Phalacrocorax carbo)
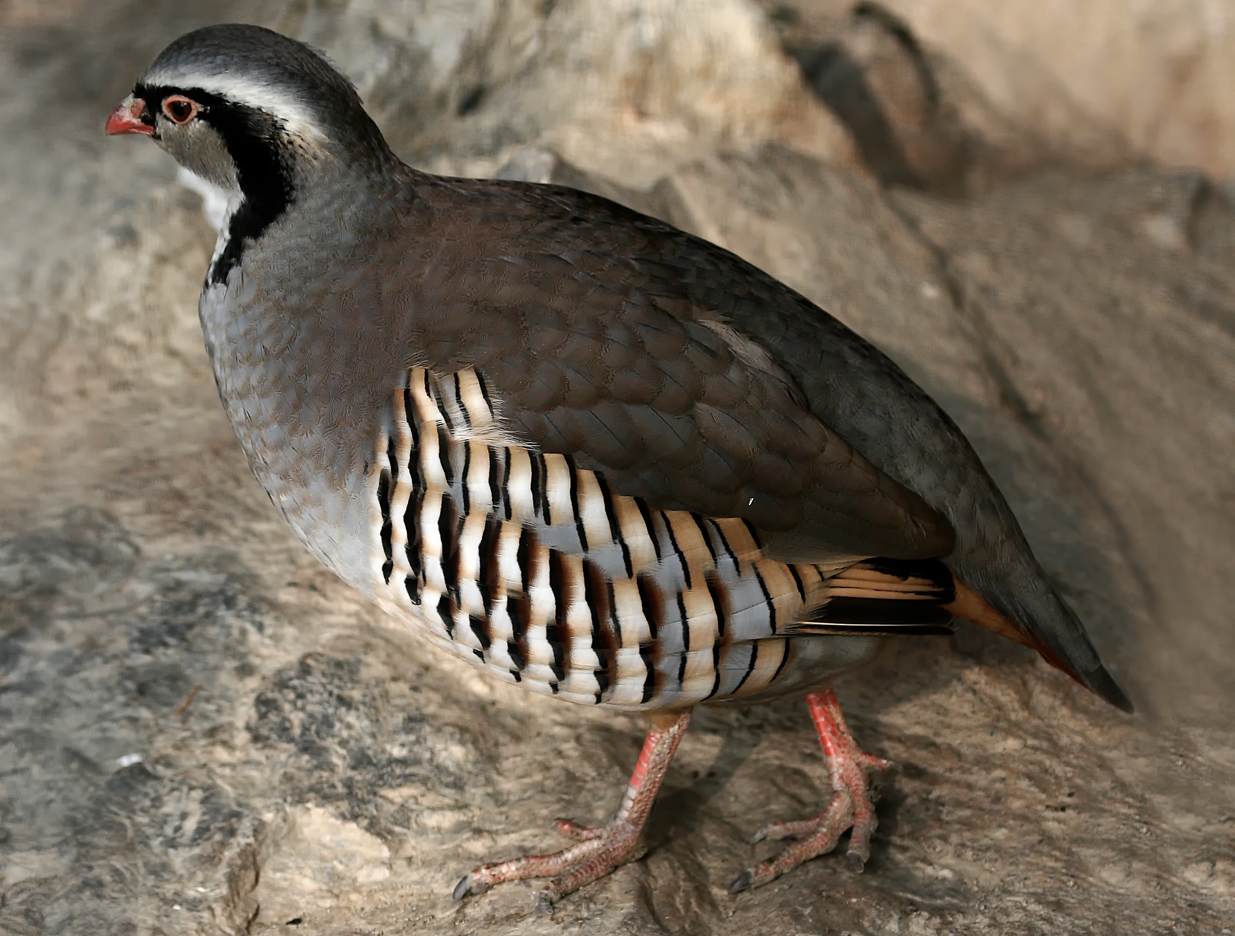
Potârniche de stâncă
(Alectoris graeca)

## Turism
Masivul Korab include numeroase vârfuri înalte și abrupte, escaladarea unora dintre ele necesitând cunoștințe tehnice de alpinism, dar, pe de altă parte, multe dintre acestea oferă o experiență de drumeție interesantă și uneori solicitantă. Masivul montan nu este foarte aglomerat, fiind accesibil pe tot parcursul anului. Majoritatea traseelor sunt bine marcate, existând posibilitatea de explorare a vârfurilor și zonelor înalte.
Pe partea nord-macedoneană, terenul oferă o oportunități de explorare călare sau pe bicicletă, iar versanții oferă posibilitatea de a face camping sau drumeții pe distanțe lungi. Un traseu de drumeție care străbate Parcul Național Mavrovo până pe vârful Korab are o lungime de aproximativ 24 kilometri, cu o diferență de nivel de 1.550 m. Nu mai este necesară obținerea prealabilă a unui permis din partea poliției de frontieră nord-macedonene. Traseul începe cu o scurtă secțiune împădurită, urmată de o ascensiune ceva mai dificilă. Drumul dus-întors durează aproximativ 11 ore.
Pe partea albaneză, un traseu de drumeție cu o diferență de nivel de 1.500 metri duce din satul Radomirë până pe vârful Korab, traversând pajiștile montane Fusha Korabit și Panair situate în nordul și nord-estul vârfului.
Pe muntele Korab nu există cabane sau refugii montane.

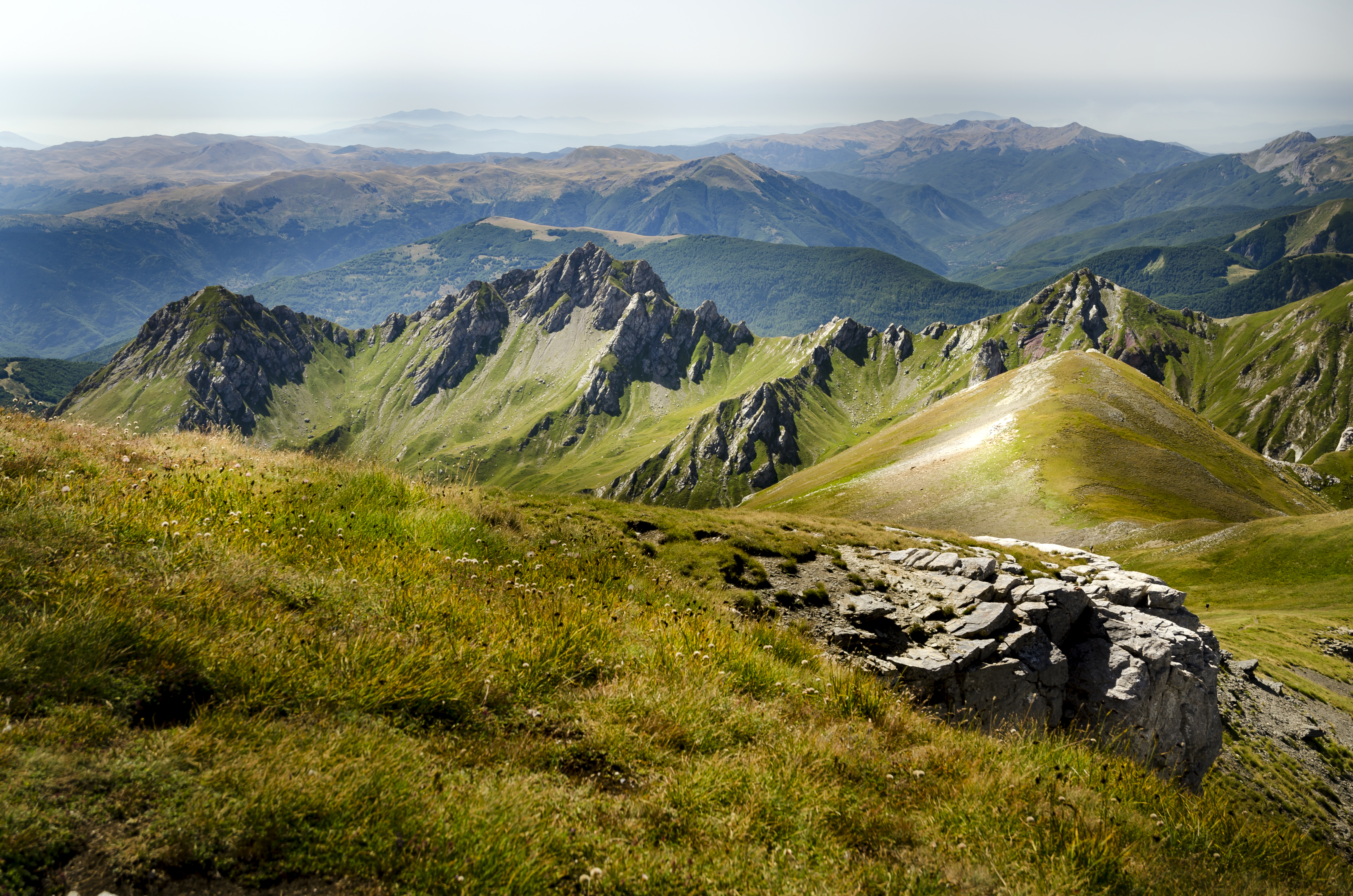
Vârfurile Micul Korab și Korabska Vrata văzute de pe vârful Korab
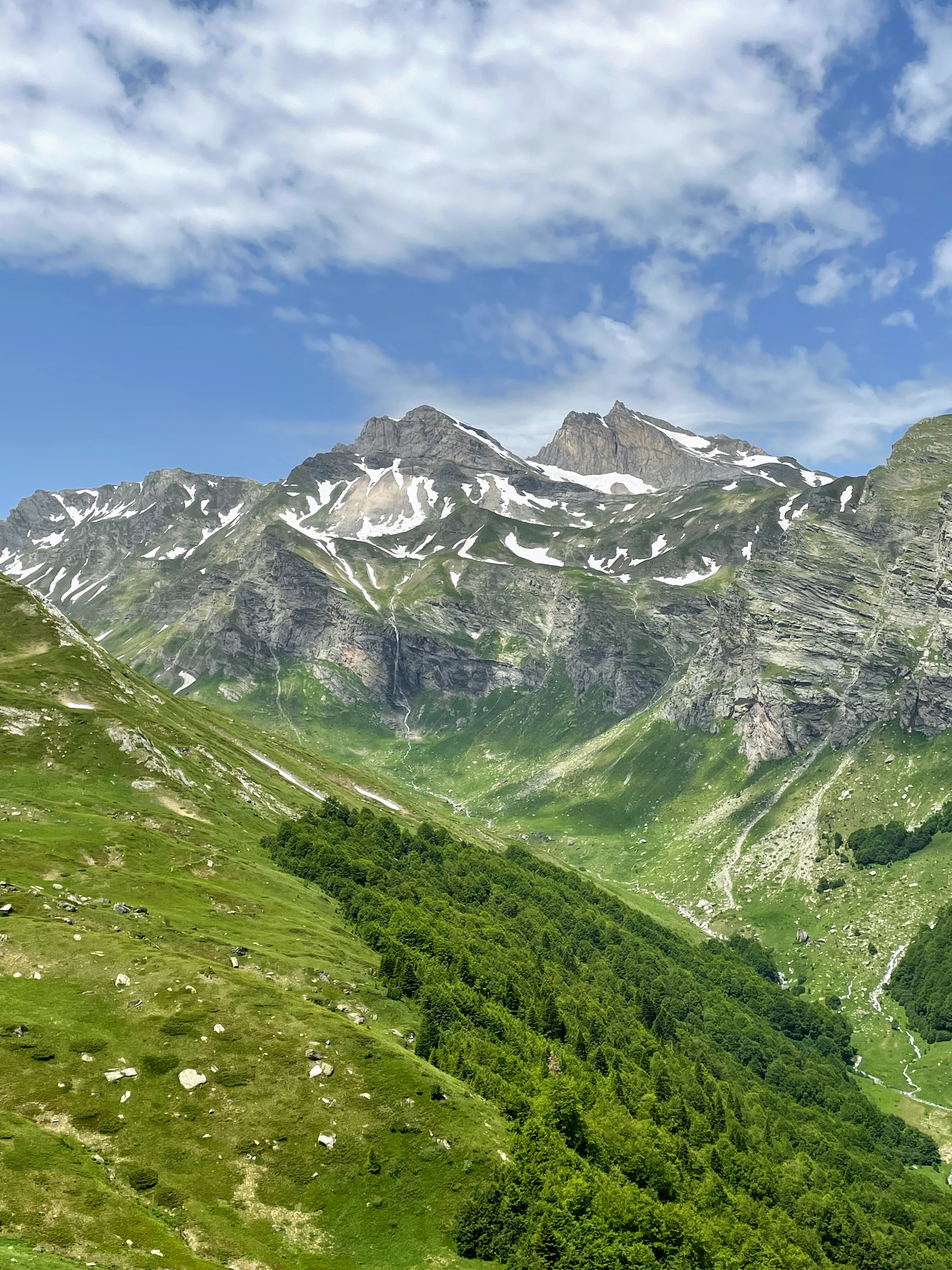
Valea Dlaboka, pe partea nord-macedoneană
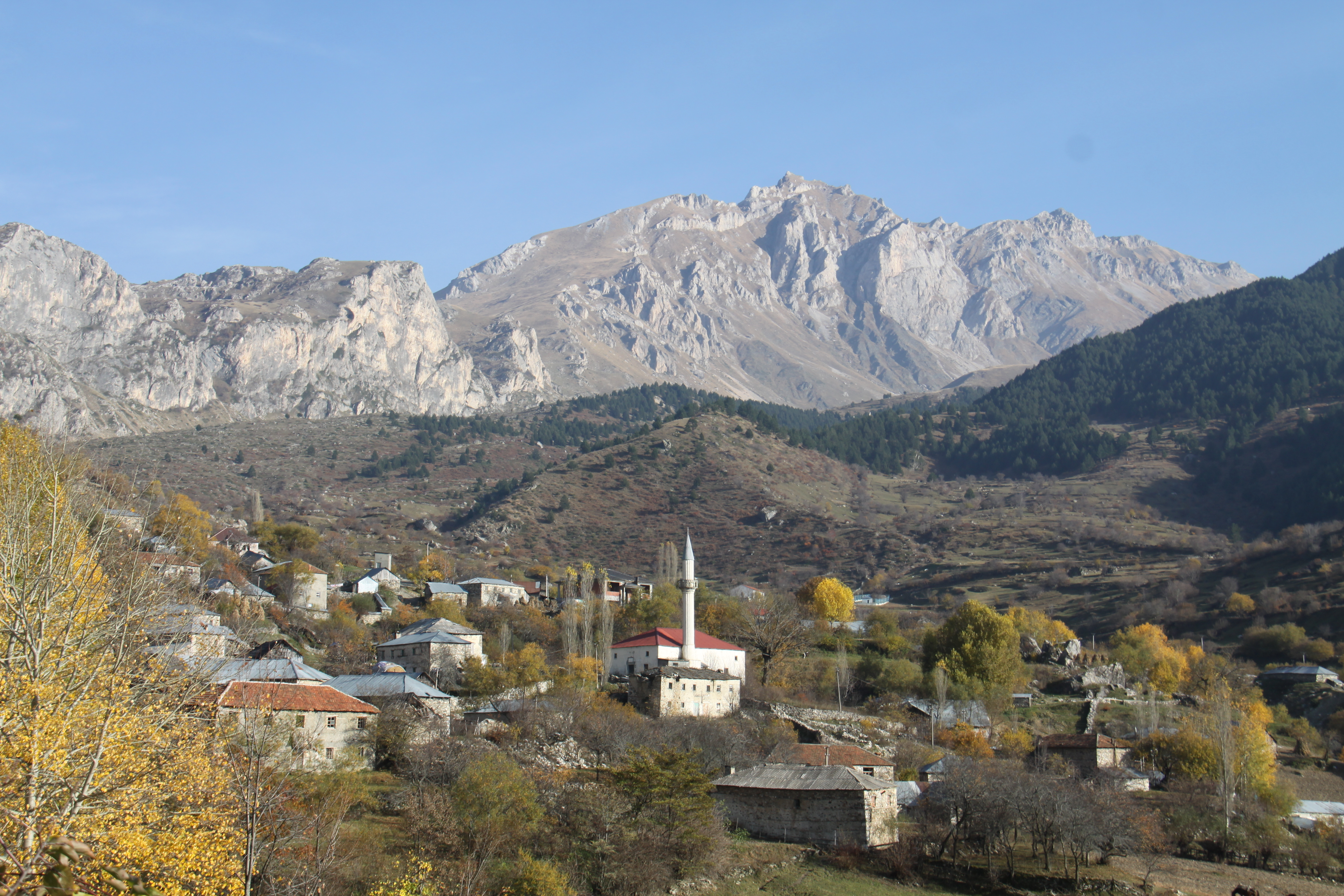
Satul Radomirë, pe partea albaneză
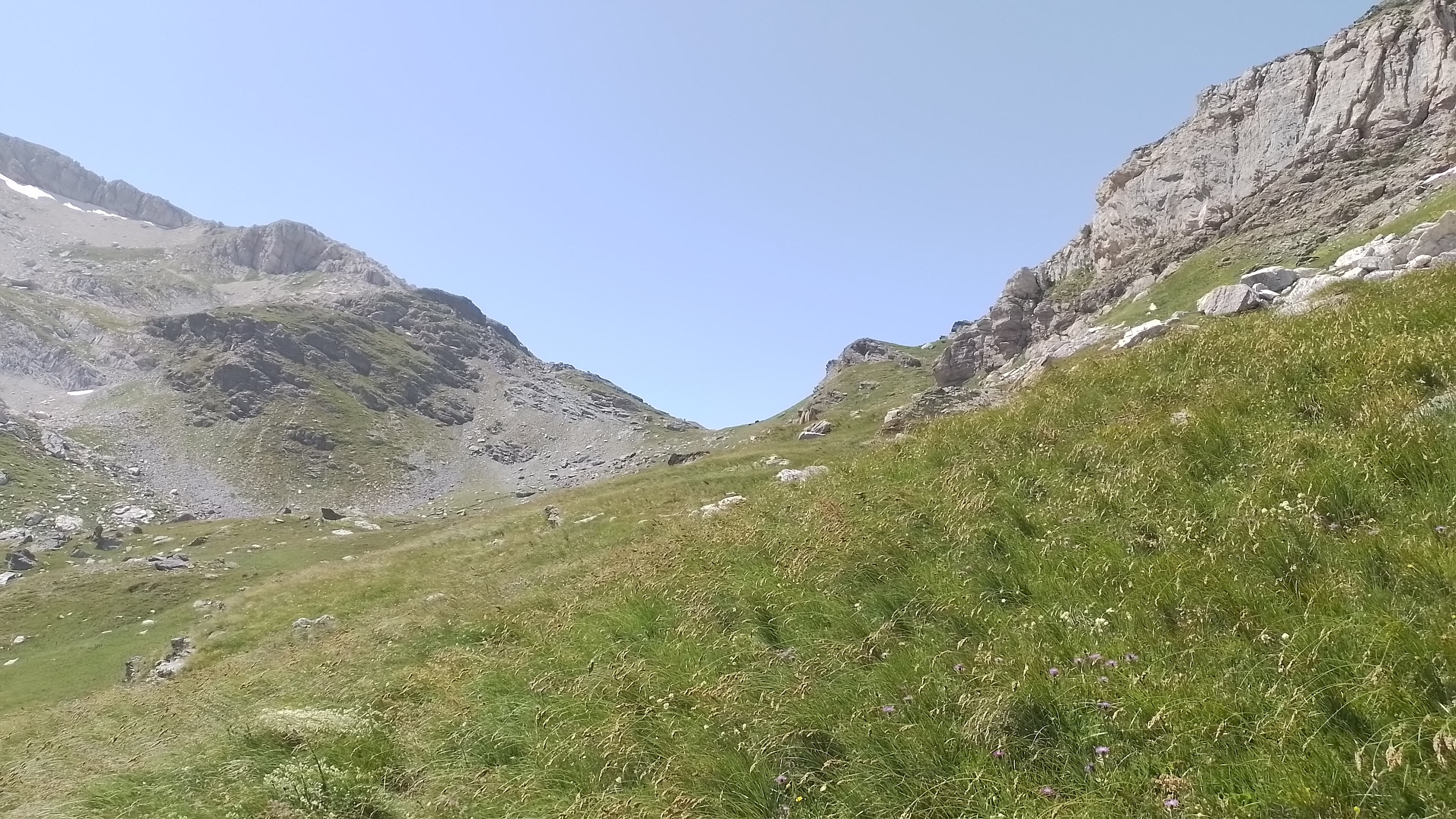
Trecătoarea Poarta Mică Korab (Mala Korabska Vrata, 2.465 m)
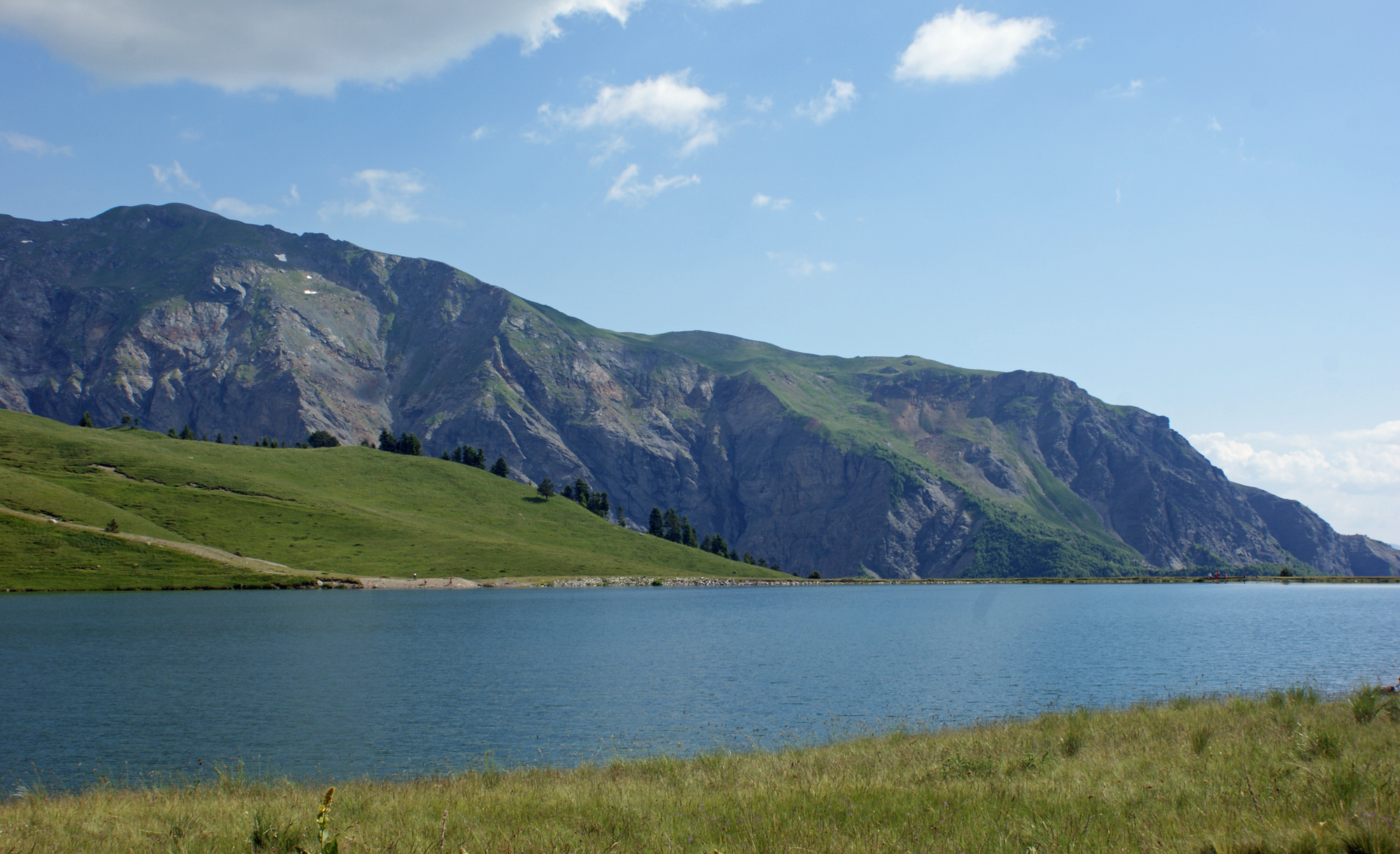
Lacul glaciar Gramë
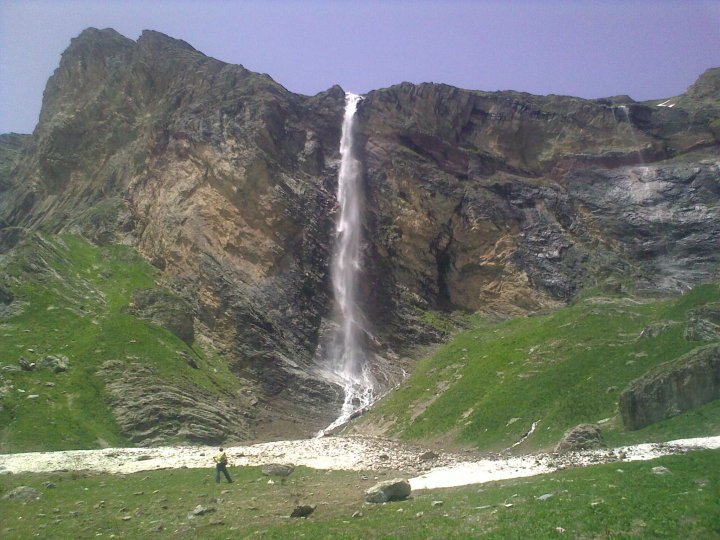
Cascada Korab
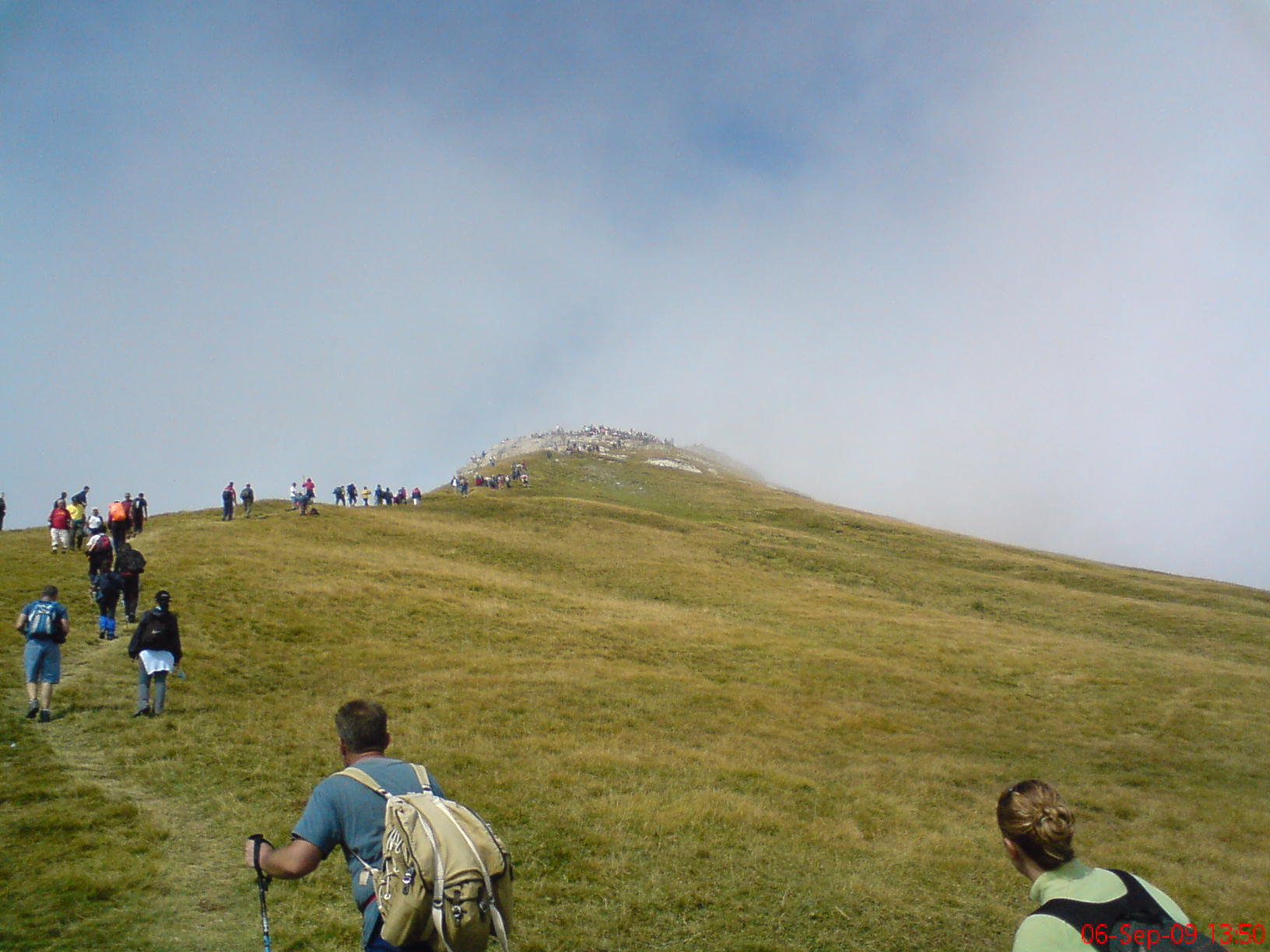
Traseu către vârf
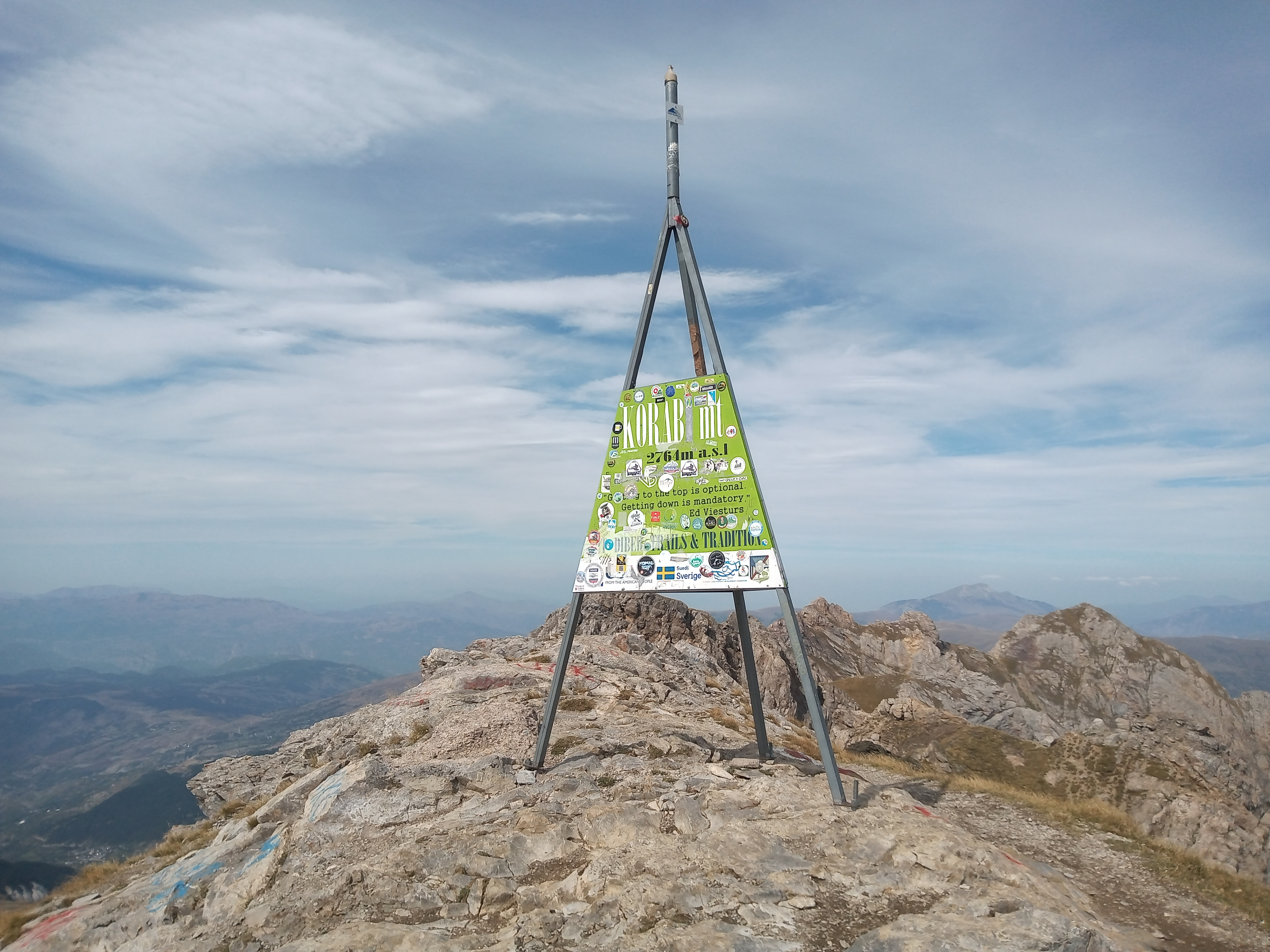
Vârful Korab